# Museo Henry Ford
El Museo Henry Ford (en inglés es conocido simplemente como "The Henry Ford", aunque también se designa como el Henry Ford Museum of American Innovation, como Greenfield Village, y más formalmente, como Edison Institute) es un extenso museo de historia con dependencias interiores y exteriores. Declarado Hito Histórico Nacional, está situado en el barrio de Dearborn, de Detroit (Míchigan), Estados Unidos. Entre sus innumerables piezas, las colecciones del museo contienen la limusina presidencial de John F. Kennedy; la silla del Teatro Ford donde fue tiroteado Abraham Lincoln; el laboratorio de Thomas Edison; la tienda de bicicletas de los hermanos Wright; el autobús donde Rosa Parks desencadenó el movimiento antisegregacionista; y muchas más exposiciones de objetos históricos. Es el mayor complejo museístico interior-exterior de los Estados Unidos y es visitado por 1,6 millones de personas cada año.

## Antecedentes
Nombrado por su fundador, el magnate de la industria del automóvil Henry Ford, su objetivo es preservar elementos de interés histórico y retratar la época de la Revolución Industrial, sus viviendas y la maquinaria de la época, exponiendo elementos significativos de la historia de la cultura americana, así como recuerdos comunes, capaces de ilustrar el modo de vida en los primeros tiempos de los Estados Unidos. Es una de las mayores colecciones de este género del país.
Henry Ford dijo de su museo:

Estoy recopilando la historia de nuestra gente tal como está escrita en las cosas que sus manos hicieron y usaron... Cuando hayamos terminado, habremos reproducido la vida estadounidense como fue vivida, y esa, creo, es la mejor manera de preservar al menos una parte de nuestra historia y tradición...

## Historia
El arquitecto Robert O. Derrick diseñó el museo con unos 48.600 m², incluyendo una sala de exposiciones que se extiende a lo largo de 120 m por detrás de la fachada principal. Esta fachada abarca 240 m e incorpora tres ámbitos del Parque Histórico Nacional de la Independencia —la Sala de la Ciudad Vieja; la Sala de la Independencia y la Sala del Congreso.
El Instituto Edison fue inaugurado por el Presidente Herbert Hoover, siendo dedicado al viejo amigo de Ford, Thomas Edison, el 21 de octubre de 1929 (el 50.º aniversario de la primera bombilla incandescente). La exposición incluye objetos de Marie Curie, George Eastman, John D. Rockefeller, Will Rogers, Orville Wright, y aproximadamente otros 250 personajes destacados. La inauguración fue retransmitida en directo por la radio, y se pidió a los oyentes que apagaran las luces eléctricas de sus casas hasta que se encendieran las del Museo.
El Instituto Edison era, al principio, un centro privado solo con propósitos educativos, pero después de numerosas consultas, fue abierto como museo al público general el 22 de junio de 1933. El complejo, originalmente estaba compuesto por el Museo Henry Ford, el Greenfield Village, y las Escuelas del Greenfield Village (una institución de aprendizaje experimental). Inicialmente, el Greenfield Village y el Museo Henry Ford eran propiedad de la Compañía Ford, que actualmente patrocina la escuela y coopera con el Museo Henry Ford en la organización de la visita guiada a la Factoría de Rouge de Ford. El Museo Henry Ford se localiza junto al Centro de Desarrollo Ford de Dearborn, con cuyos edificios de ingeniería comparte el mismo estilo de puertas y cerramientos de ladrillo.
En 1970, el museo adquirió lo que se pensaba que podía ser una silla Brewster del siglo XVII, fabricada para uno de los originarios colonos Peregrinos asentados en Plymouth, por $9000. En septiembre de 1977, se comprobó que la silla había sido fabricada en 1969 por el escultor de Rhode Island Armand LaMontagne. El museo retiene la pieza como una pieza educativa sobre las falsificaciones.
En los primeros años 2000, el museo añadió un auditorio en la esquina sur del edificio, que albergó una sala IMAX hasta enero de 2016, cuando la administración del museo decidió cambiar su formato para adecuarla mejor a su misión educativa. El auditorio renovado fue reabierto en abril de aquel año.

## Museo Henry Ford de Innovación Americana

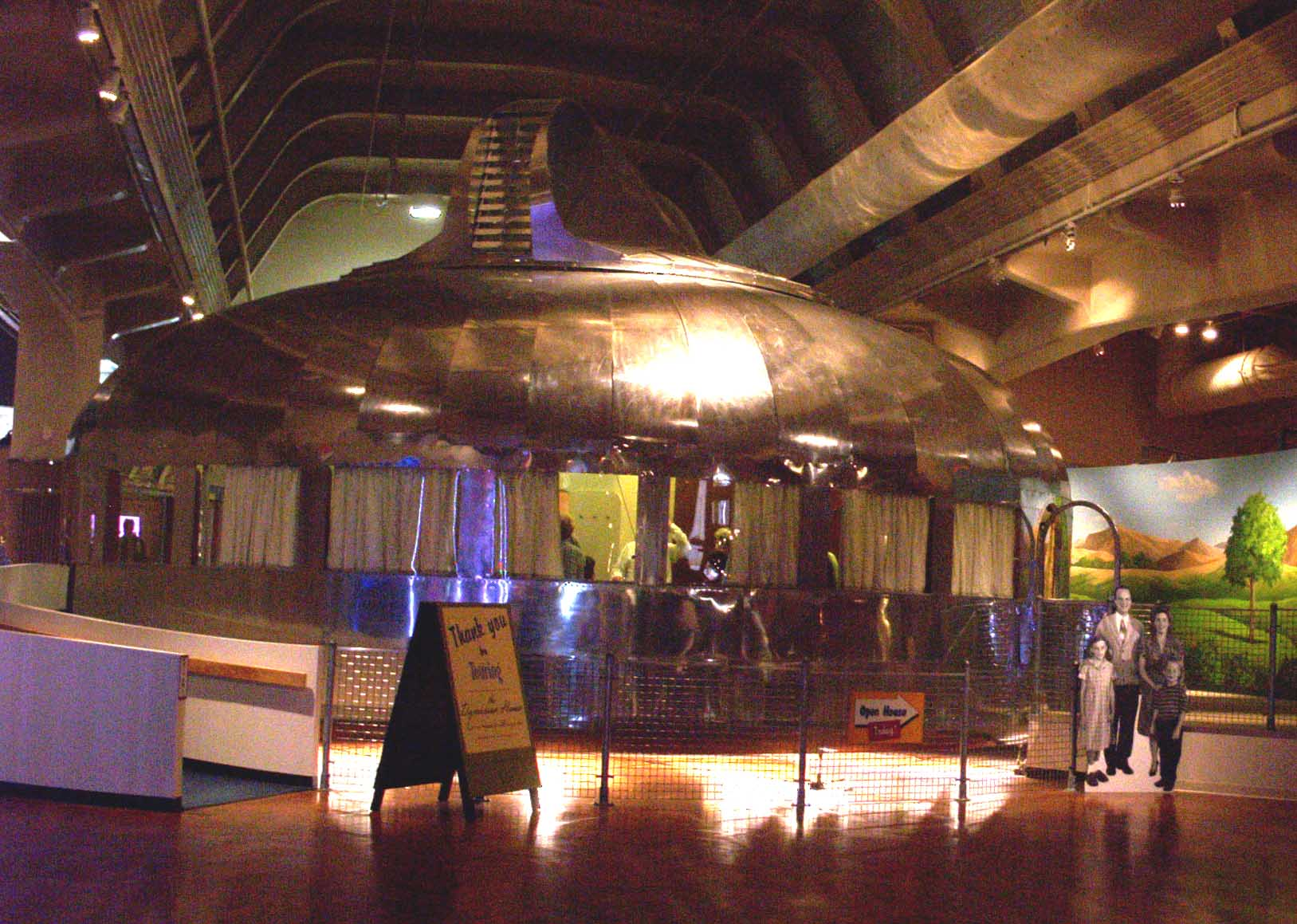
Prototipo de la casa Dymaxion diseñada por Buckminster Fuller, y exhibida en el Museo Henry Ford

El Museo Henry Ford de Innovación Americana se formó a partir de la colección personal de objetos históricos propiedad de Henry Ford, iniciada en 1906. Actualmente, los 49.000 m² de exposición consisten principalmente en una colección de maquinaria antigua, elementos de la cultura popular, automóviles, locomotoras, aeronaves, y otros diversos elementos:
- El museo presenta una sala de proyección digital4K, en la que se proyectan producciones científicas y documentales históricos sobre el mundo natural, así como largometrajes importantes.[15]
- Un "Wienermóvil" de la empresa Oscar Mayer.
- El Lincoln Continental SS-100-X de 1961 en el que el presidente John F. Kennedy fue asesinado.[16]
- La mecedora del teatro Ford en la que el presidente Abraham Lincoln estaba sentado cuando le dispararon.
- La cama de campamento de George Washington.[17]
- Una colección de varios violines de los siglos 17 y 18, incluyendo un Stradivarius.[18]
- El último aliento de Thomas Edison en un tubo sellado.
- El prototipo de la casa Dymaxion de Buckminster Fuller.[19]
- El autobús en el que Rosa Parks fue arrestada por negarse a ceder su asiento, origen del Boicot de autobuses de Montgomery.[20][21]
- Prototipo del helicóptero de Igor Sikorsky.
- El avión Fokker Trimotor que sobrevoló por primera vez el Polo Norte.
- El automóvil con el que Bill Elliott batió un récord de velocidad, superando las 212 MPH en Talladega en 1987.[22]
- Fairbottom Bobs, una máquina de Newcomen.
- Una máquina de vapor de la Casa de Motores Cobb de Inglaterra.[23]
- Un fragmento en funcionamiento del "Gran Anuncio" original del Holiday Inn.
- Una locomotora de vapor 2-6-6-6 de la clase "Allegheny" perteneciente al Ferrocarril Chesapeake & Ohio, construida por los Talleres de Locomotoras Lima, de Lima, Ohio. La Allegheny fue la locomotora de vapor más potente jamás construida.

Detrás de las escenas, el Centro de Investigación Benson Ford utiliza los recursos del Museo Henry Ford, especialmente el material fotográfico, manuscrito y archivístico que es raramente mostrado, para permitir a los visitantes obtener un entendiendo más profundo de personajes, lugares, acontecimientos, y objetos. El Centro de Investigación también contiene los Archivos de la Compañía Automovilística Ford.
Para conmemorar el 100⁰ aniversario del hundimiento del Titanic, el Museo Henry Ford exhibió una gran variedad de montajes y medios audiovisuales documentando el viaje del Titanic y su naufragio. La exposición permaneció en el museo del 31 de marzo al 30 de septiembre de 2012.

## Galería de Innovación Americana del Museo Henry Ford

### Exposición aeronáutica

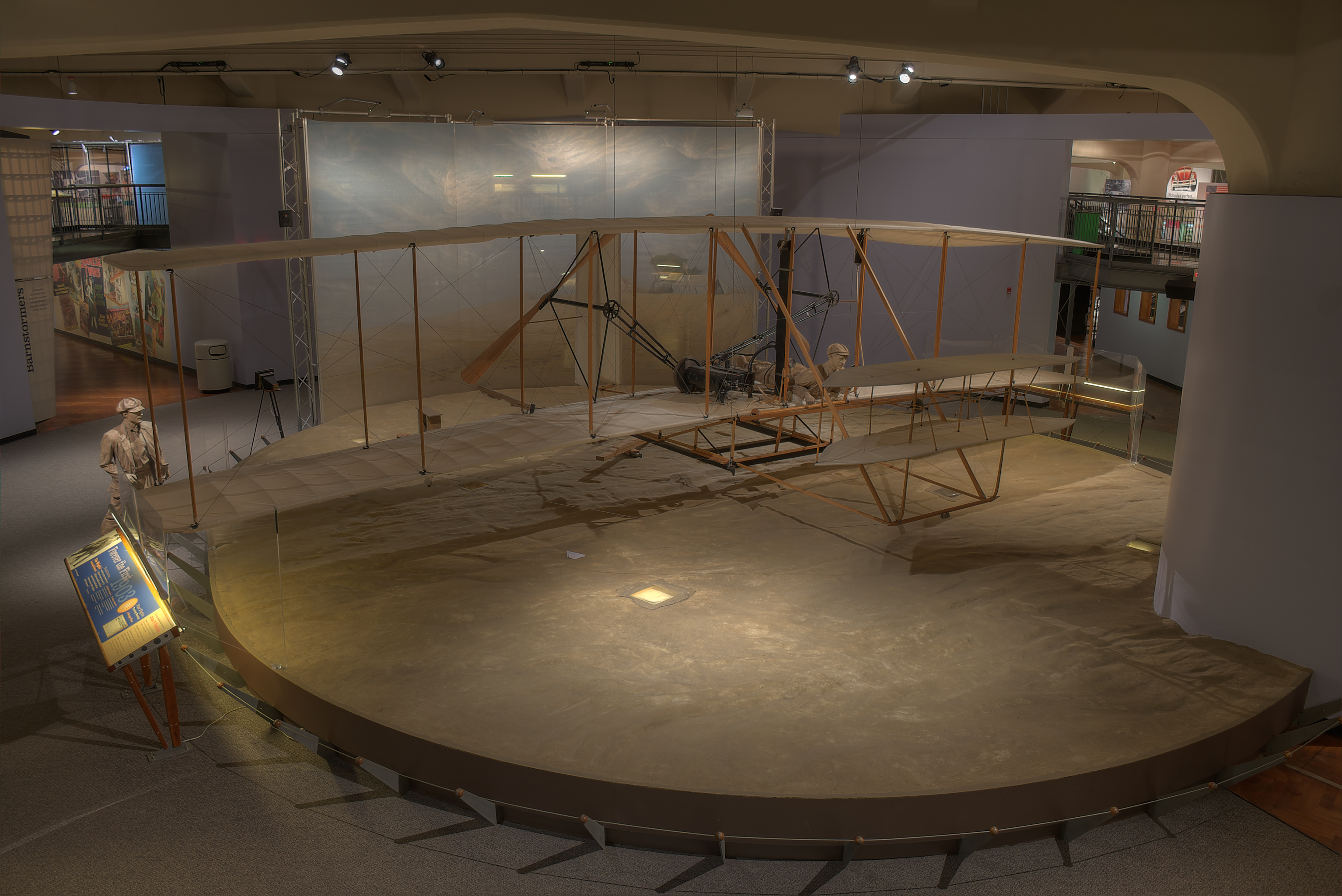
Réplica del Wright Flyer (1903)
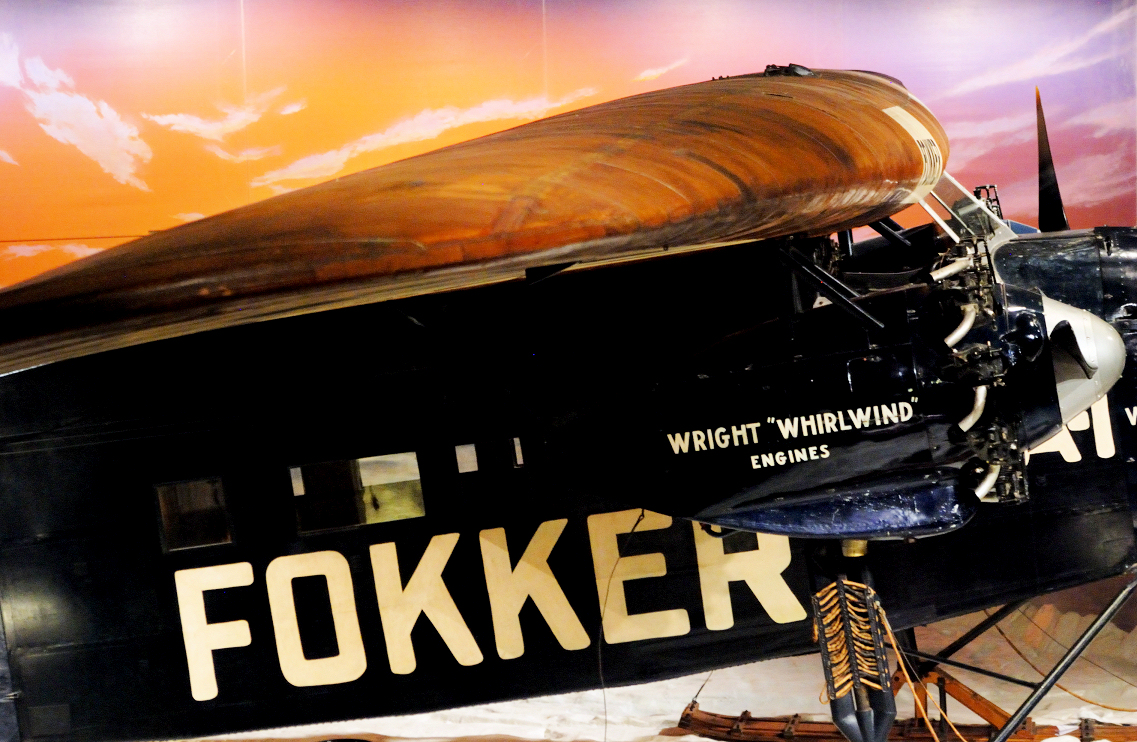
Fokker F.VIIa/3M (1926) que sobrevoló el Polo Norte con Richard E. Byrd
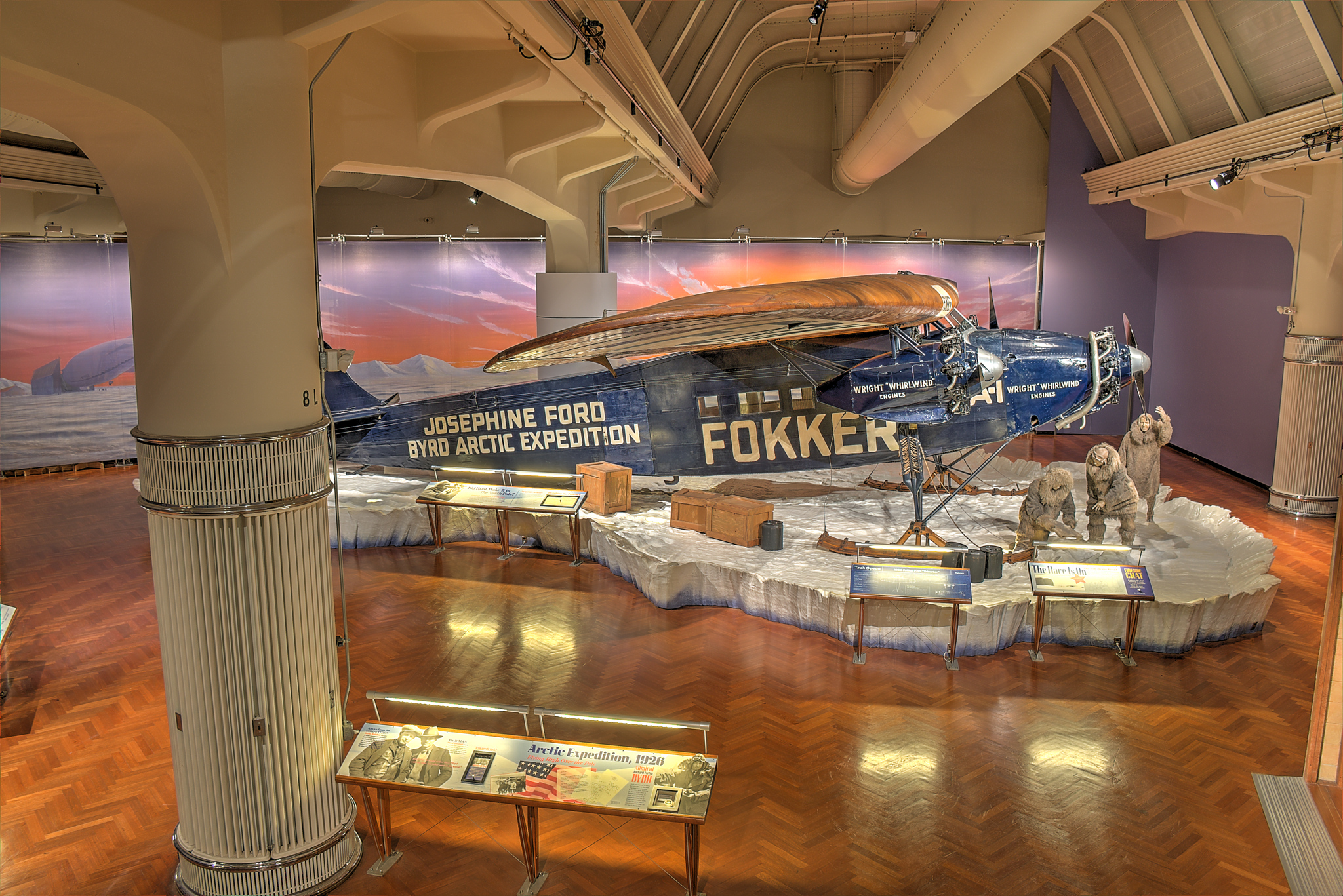
Exhibición de la Expedición Ártica de Byrd
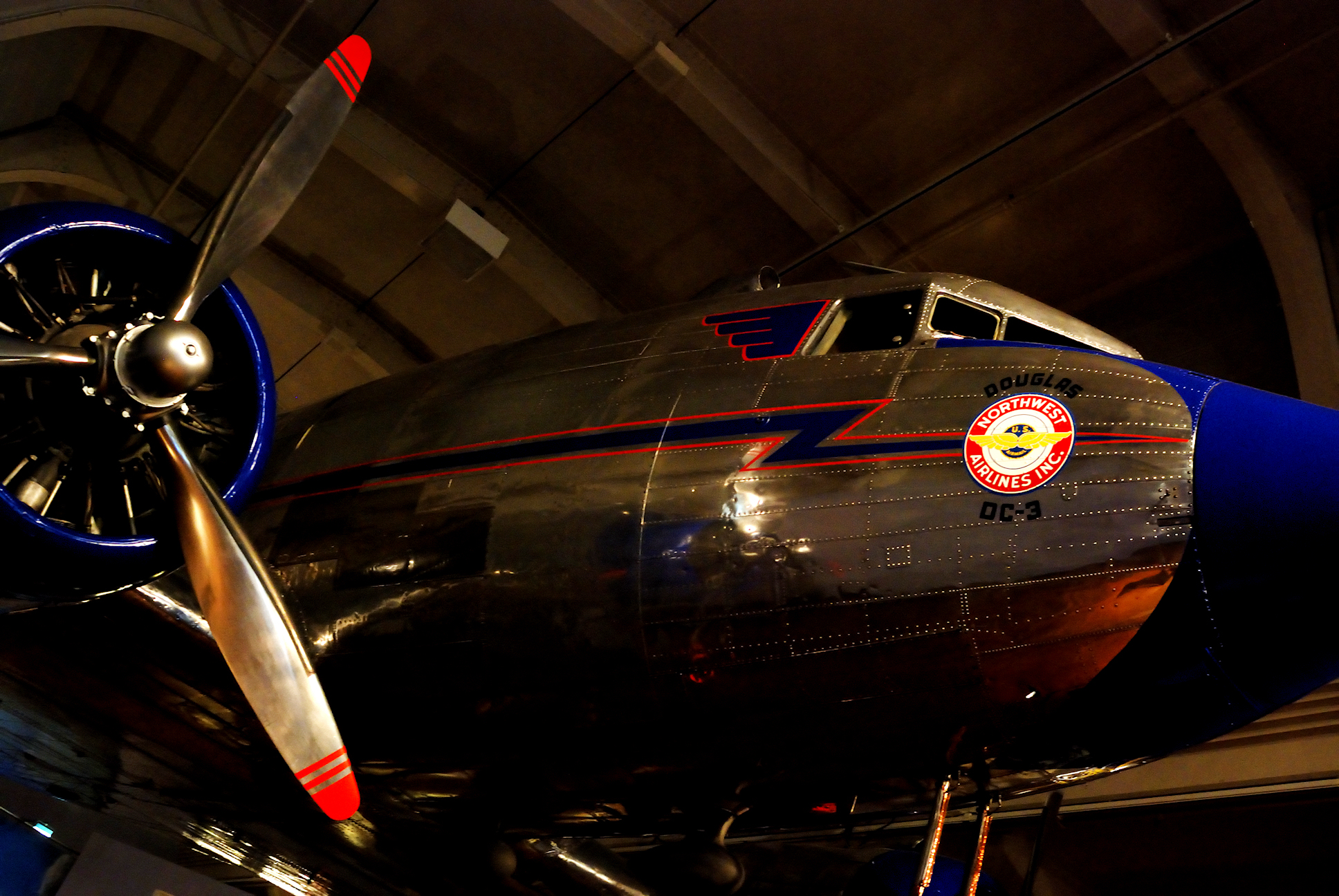
Douglas DC-3 (1939) de las Northwest Airlines

### Exposición agrícola

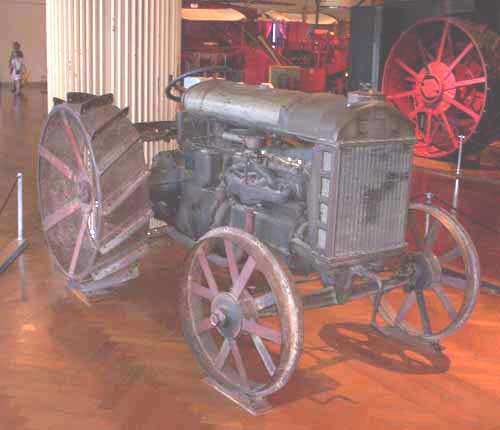
Tractor Fordson No. 1
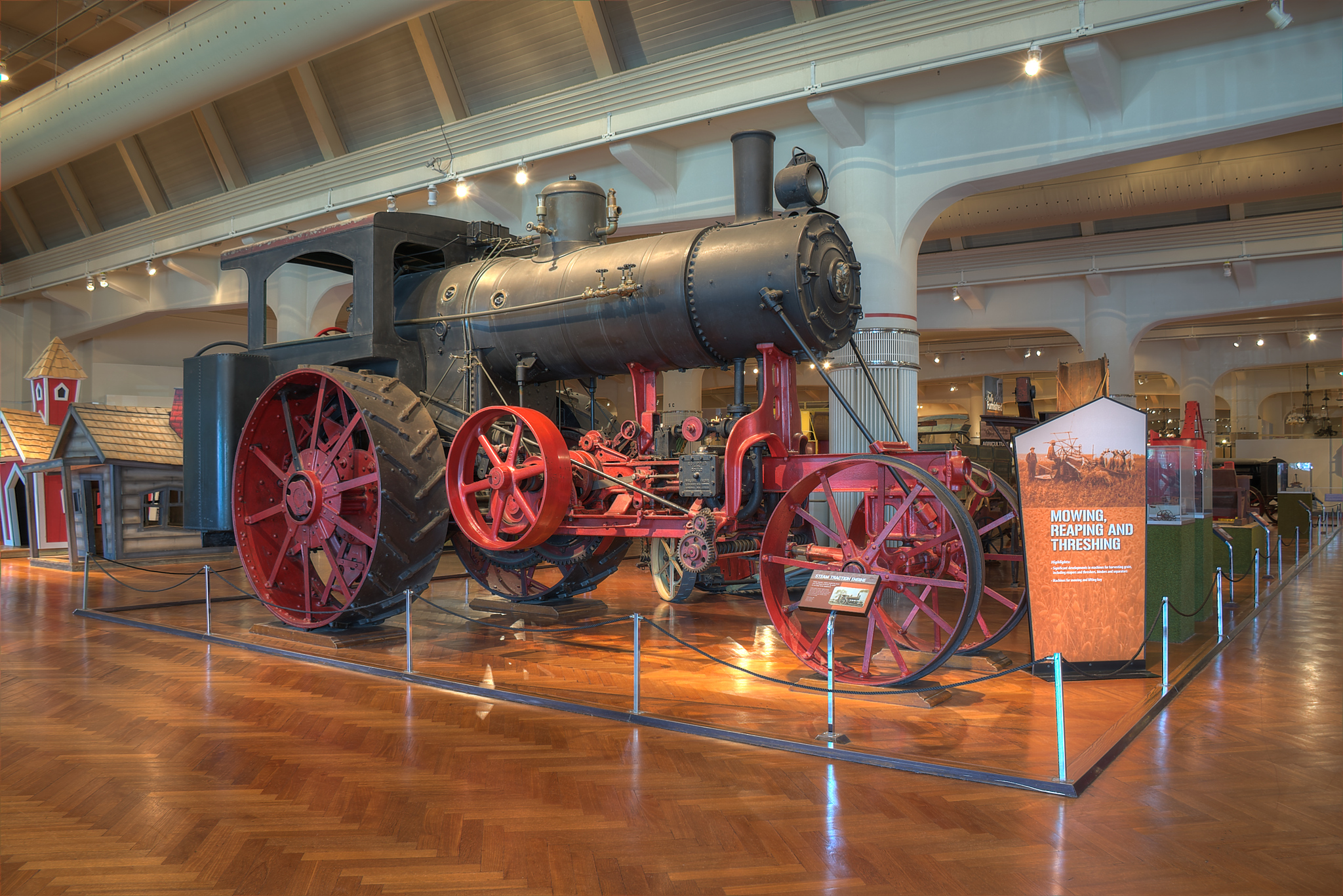
Tractor con motor de vapor

### Exposición automovilística

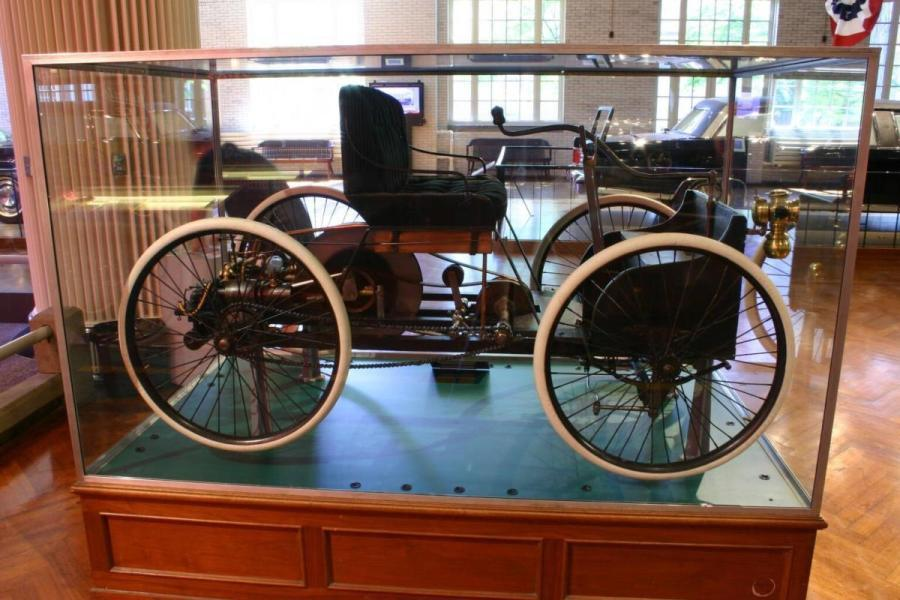
Cuadriciclo Ford (1896)
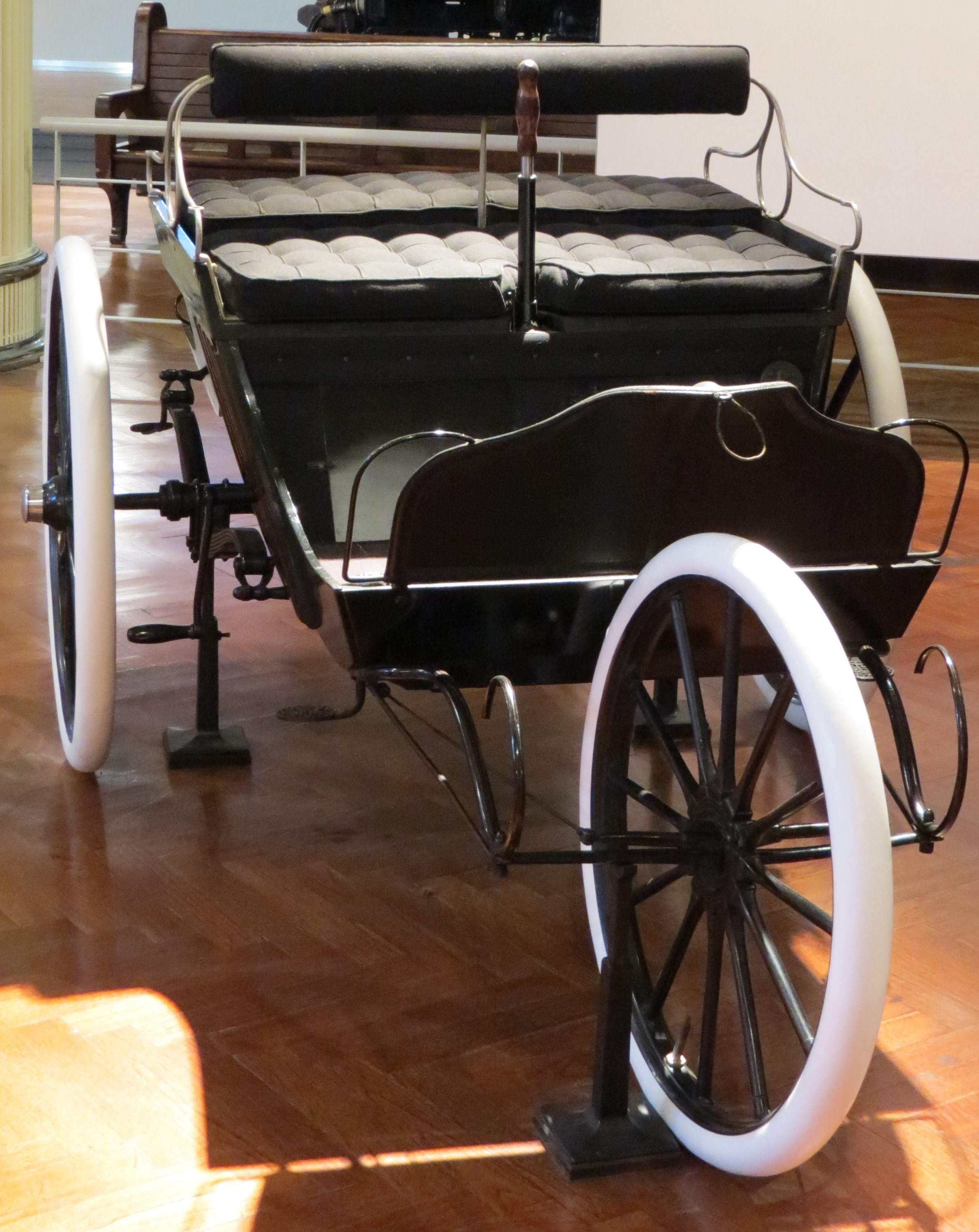
Un Duryea de 1899
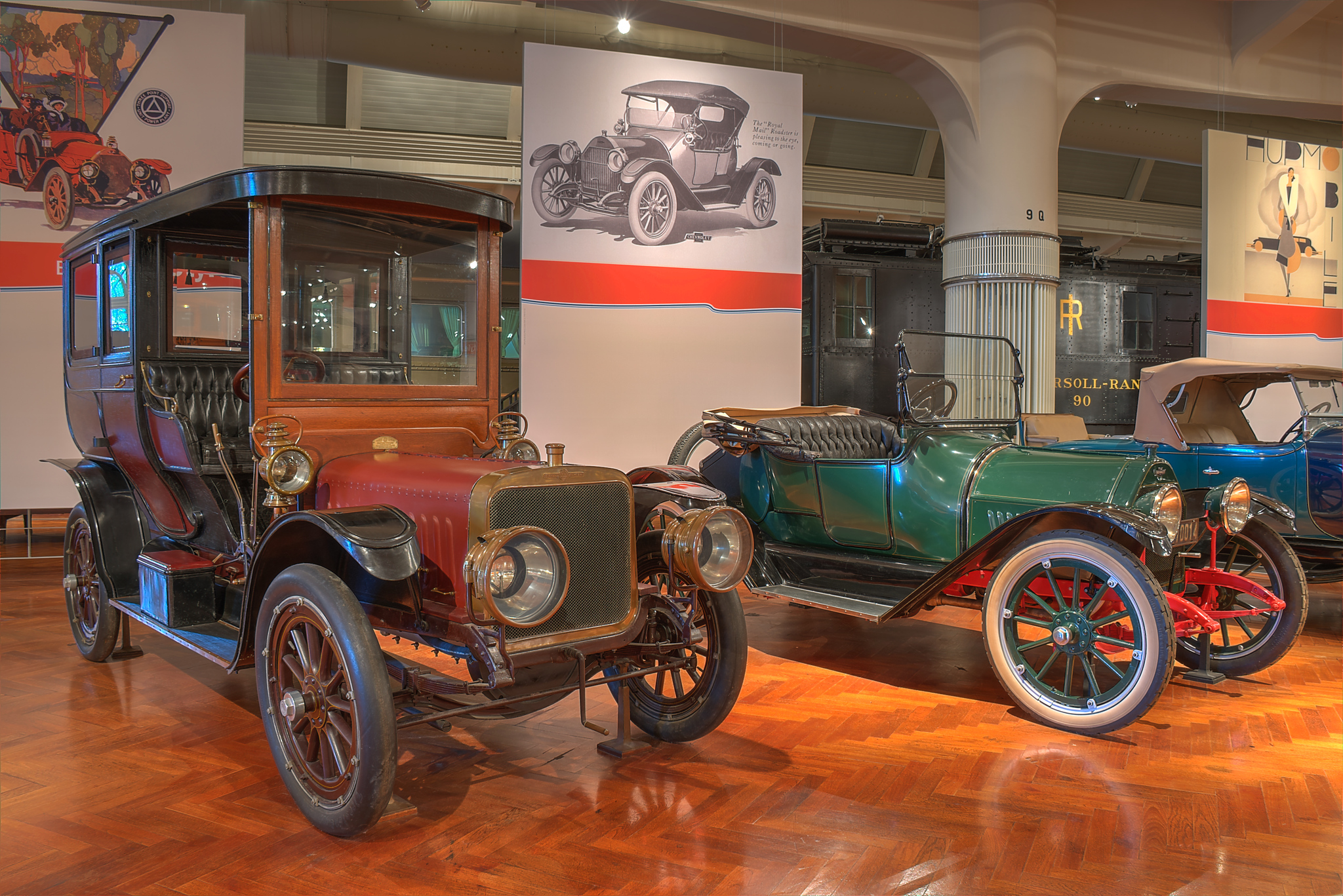
Stevens-Duryea Model U limo de 1908 (marrón) y Chevrolet Royal Mail Roadster de 1915 (verde)
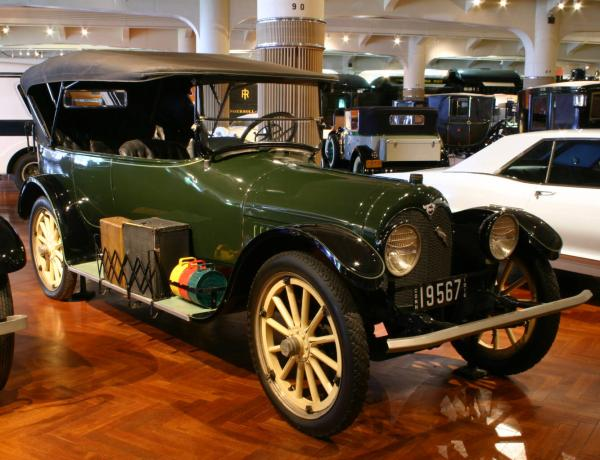
Turismo Apperson de 1916
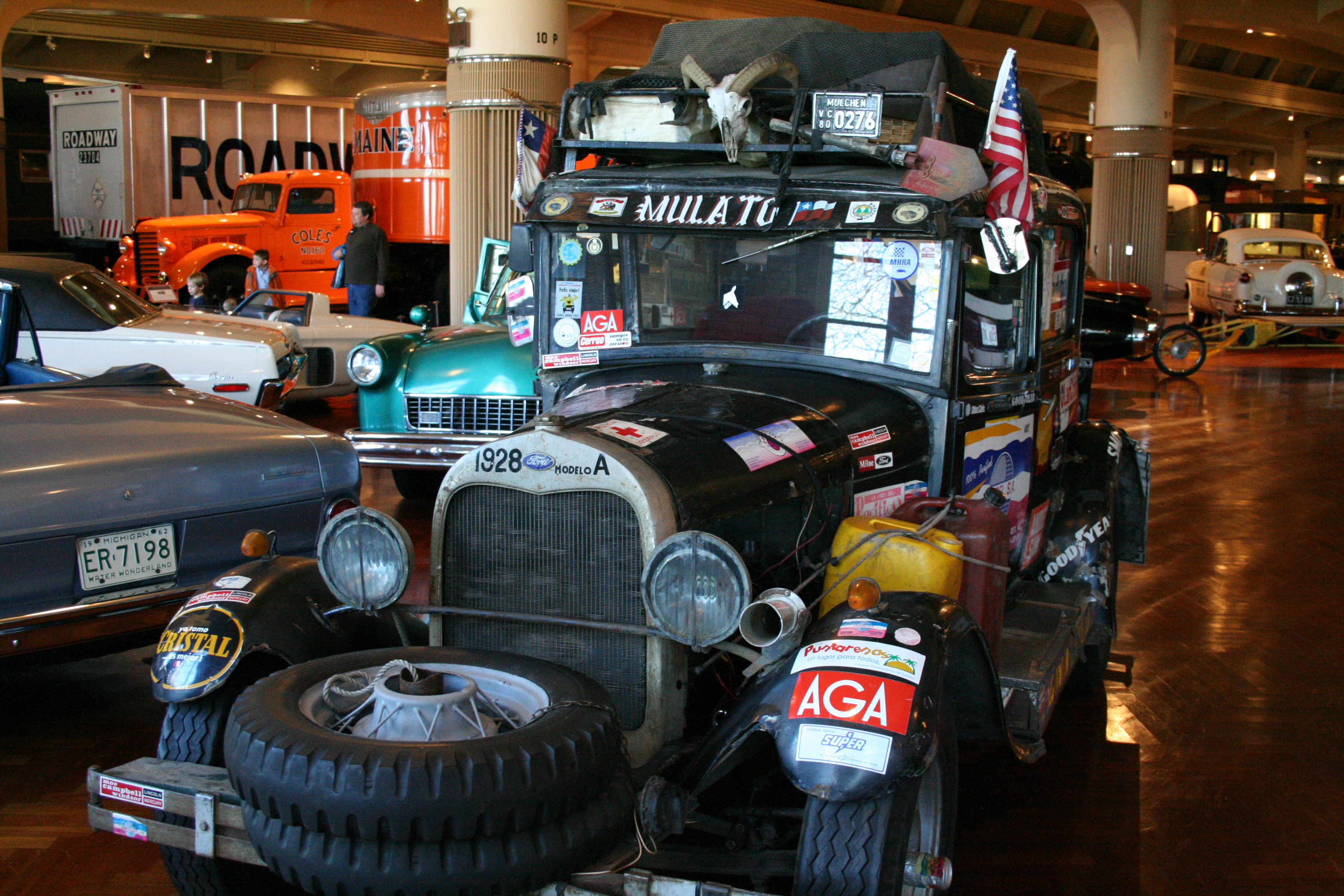
Un Ford Modelo A de 1928 recorrió 22.000 millas, partiendo desde Chile en octubre de 1992 y arribando al museo en diciembre de 1994
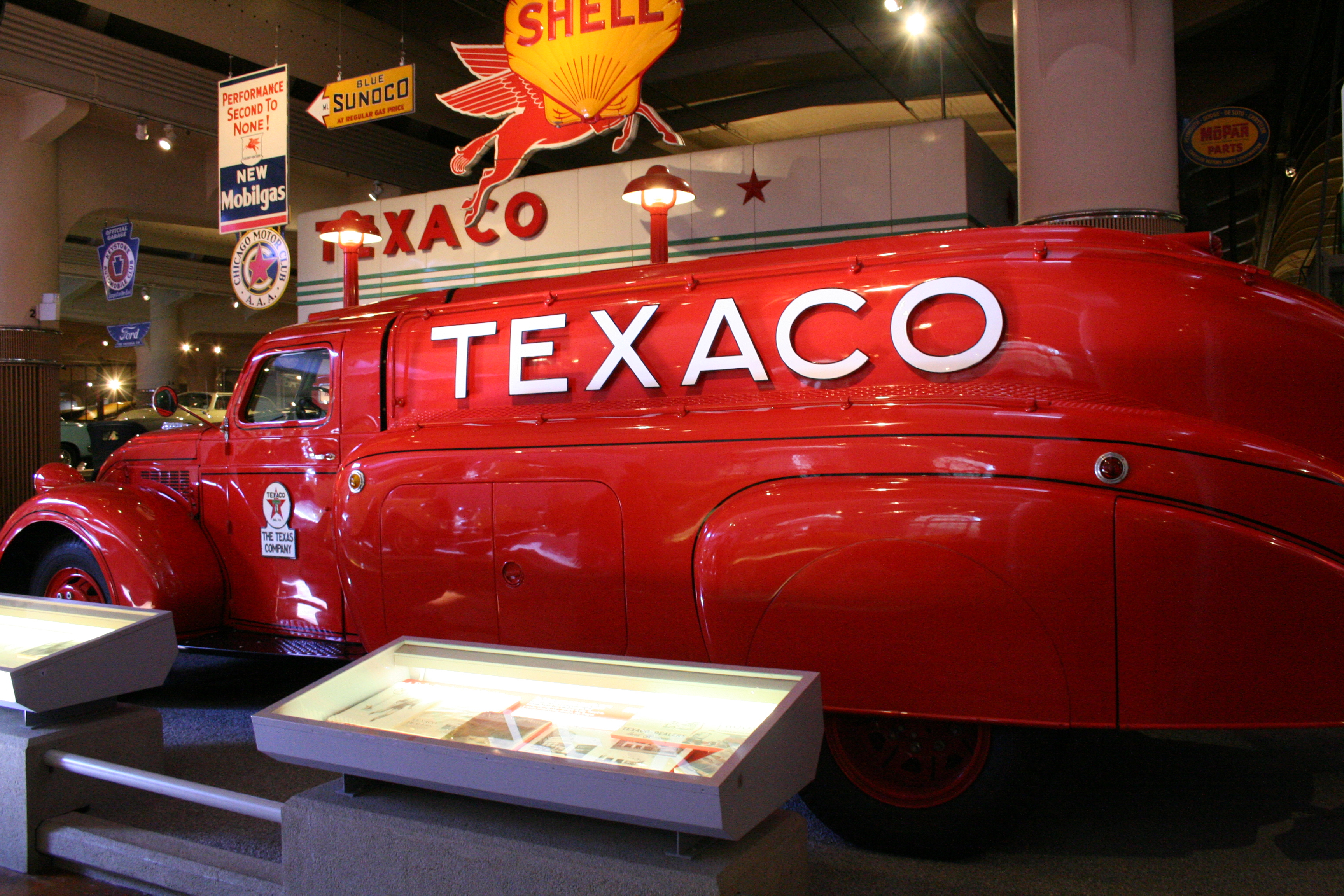
Camión Dodge con un tanque de la Texaco (1939)
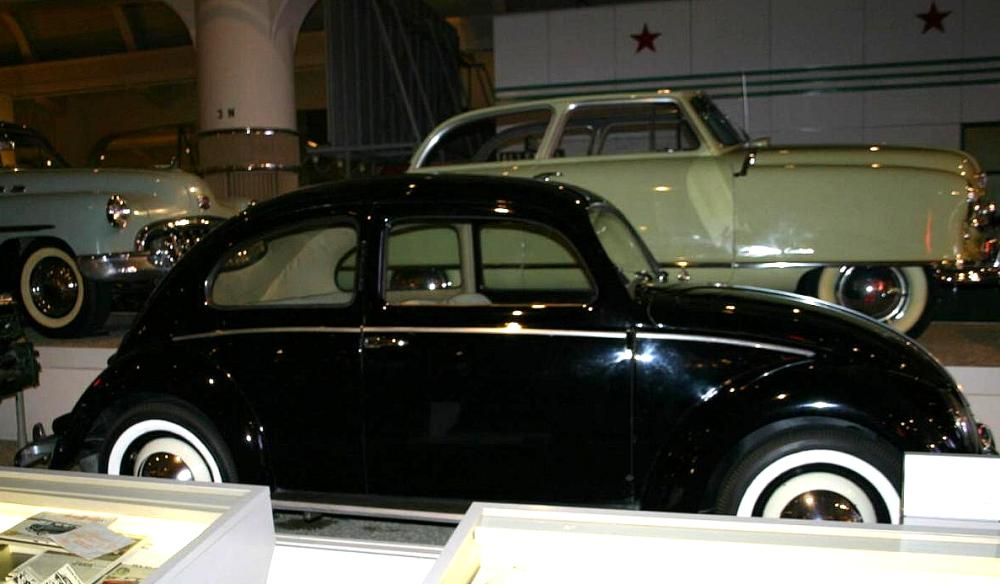
Volkswagen de 1949
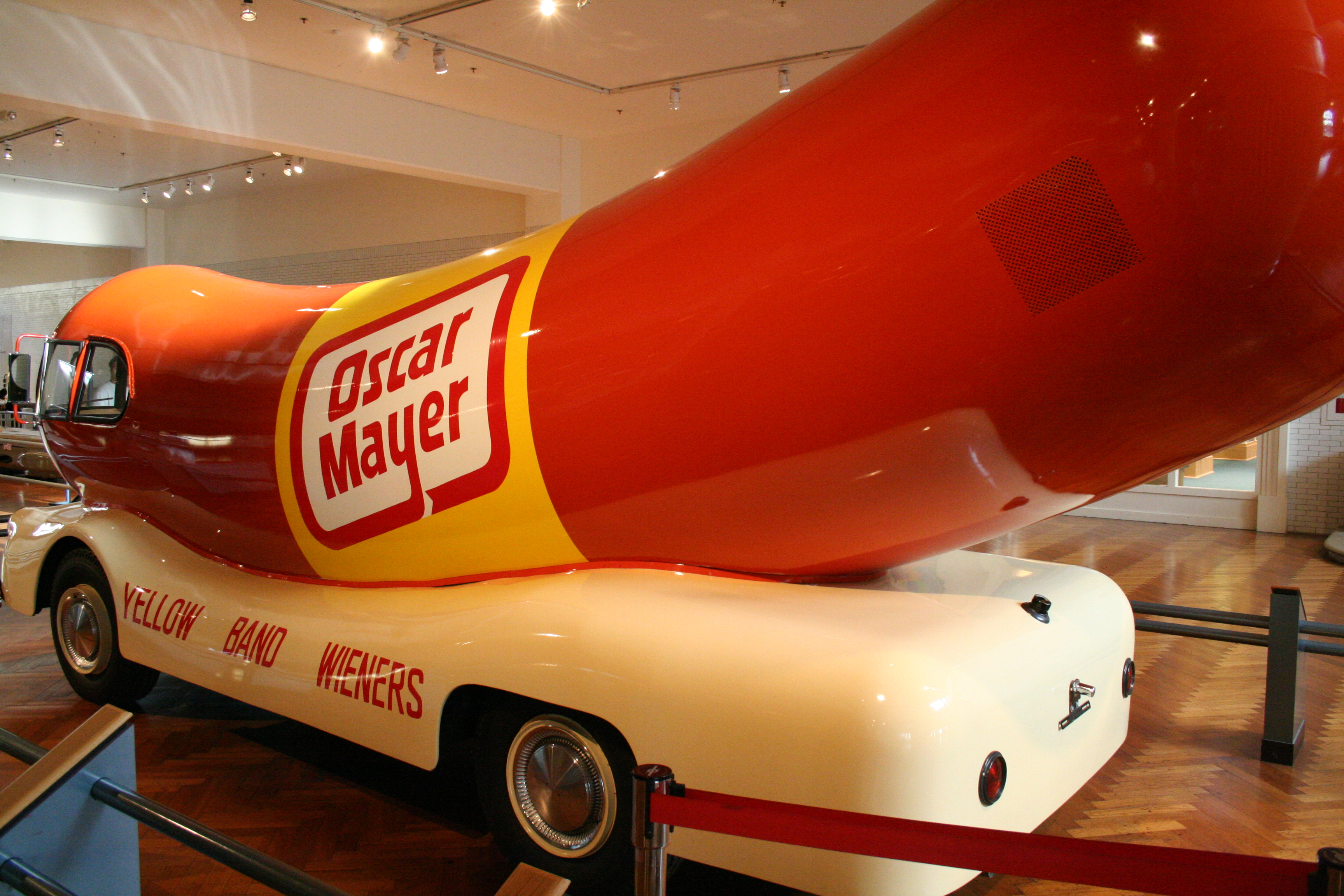
Wienermobile de la empresa Oscar Mayer (años 1950)
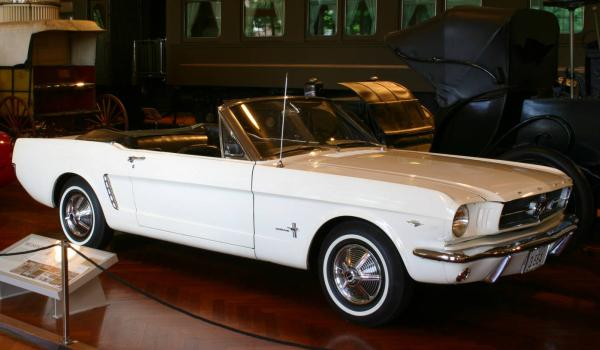
El primer Ford Mustang de 1965
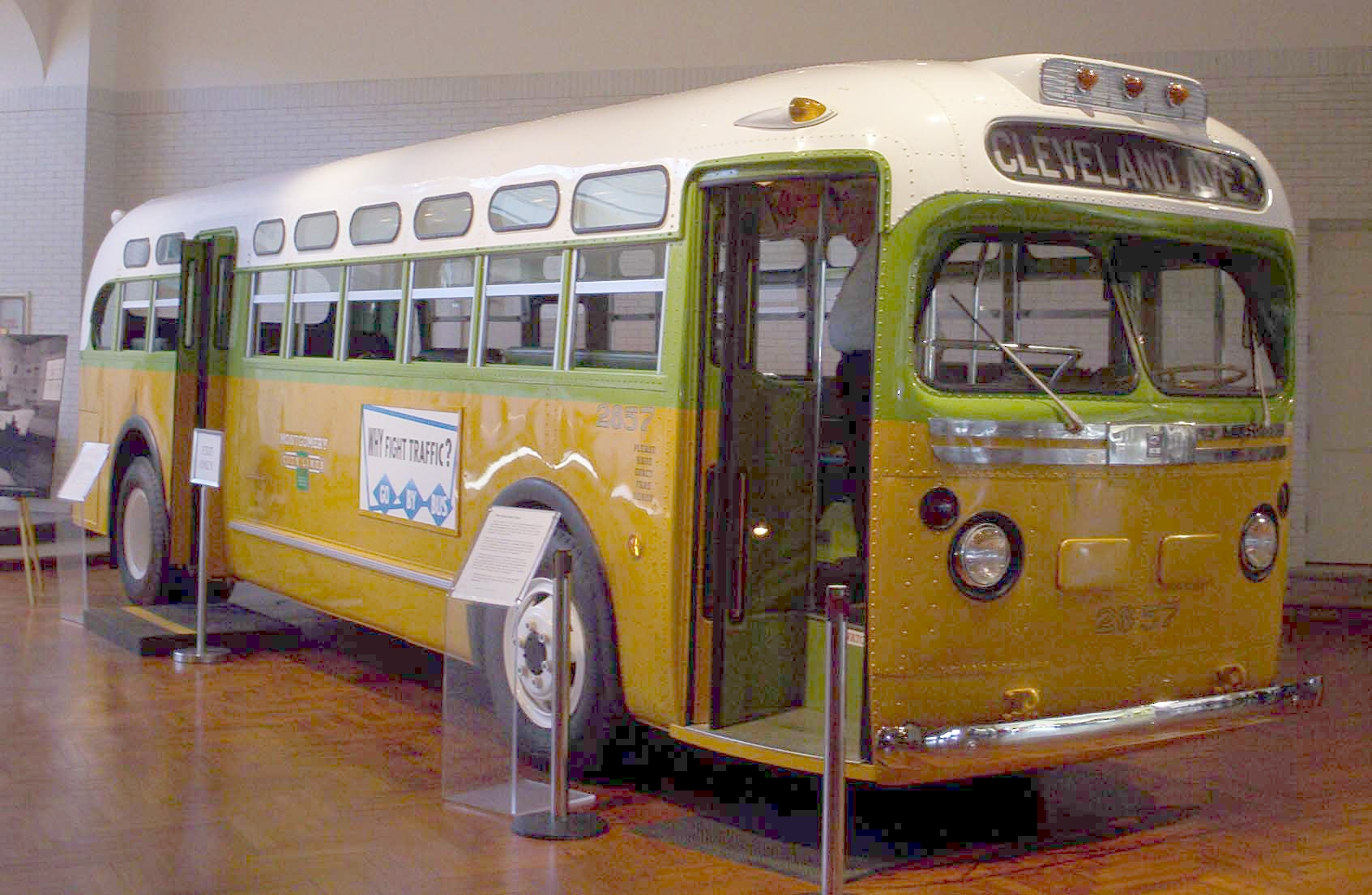
El autobús en el que fue arrestada Rosa Parks, un acto que desencadenó el boicot a los autobuses de Montgomery
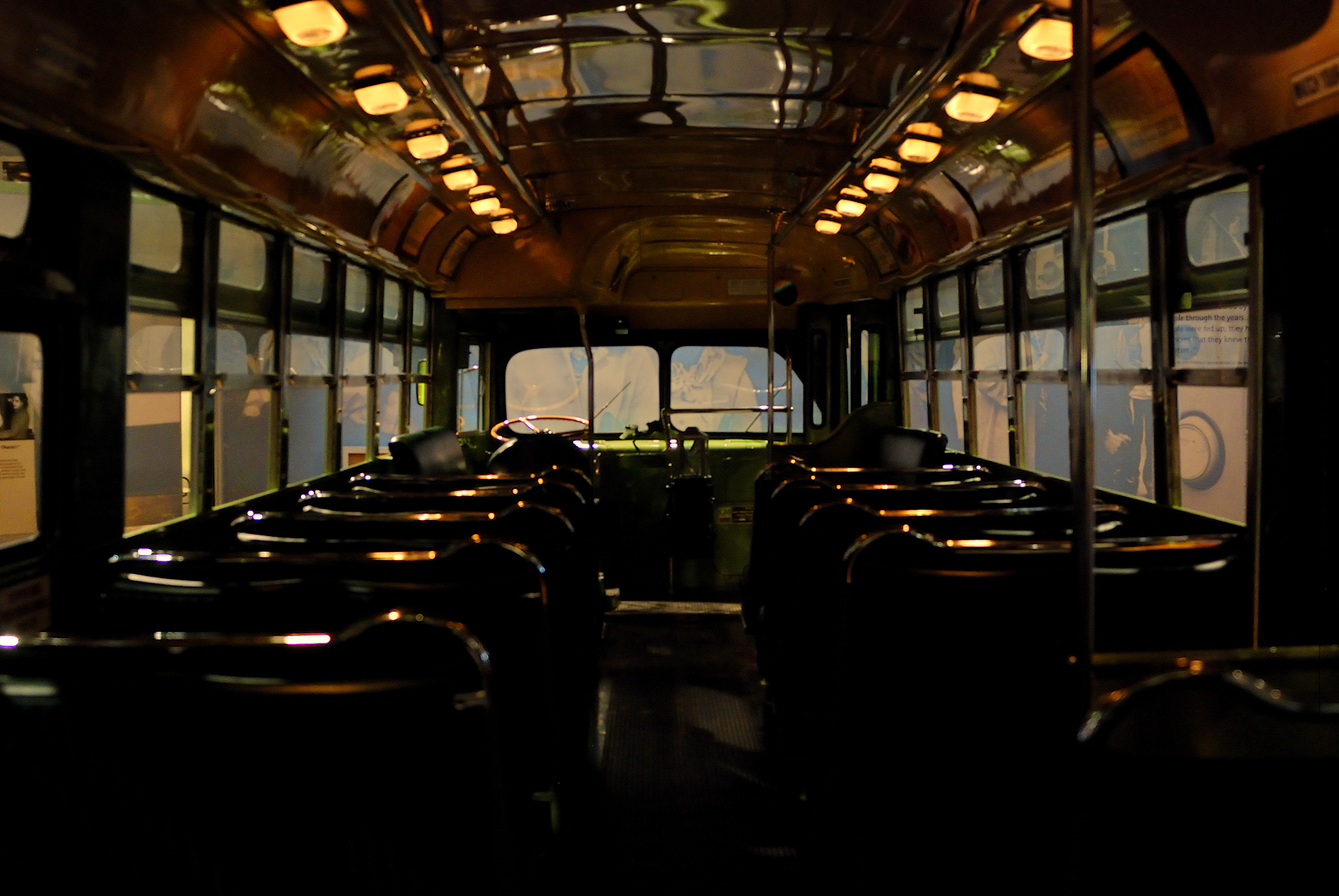
Interior del mismo autobús
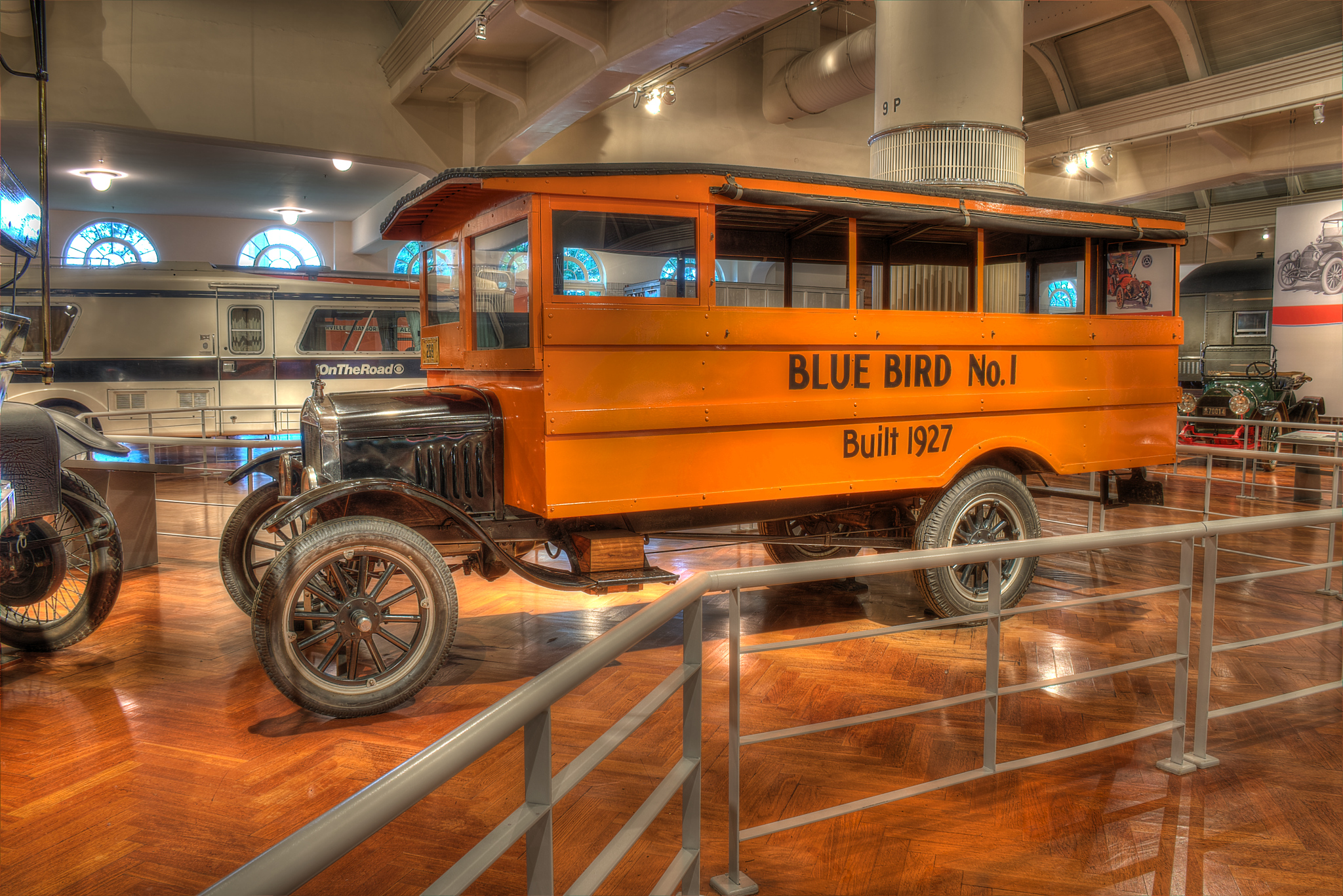
Autobús escolar Blue Bird (1927)

### Limusinas presidenciales

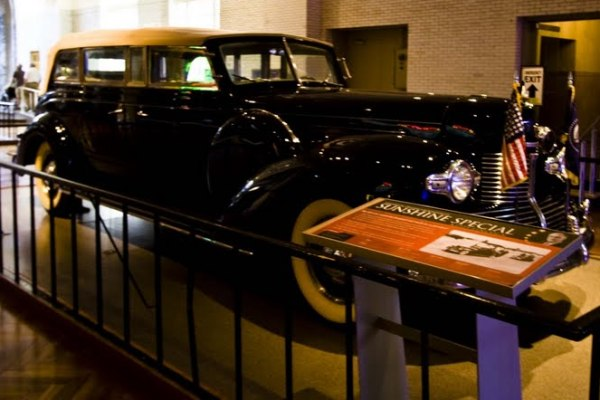
El Sunshine Special, coche oficial usado por el Presidente Franklin D. Roosevelt
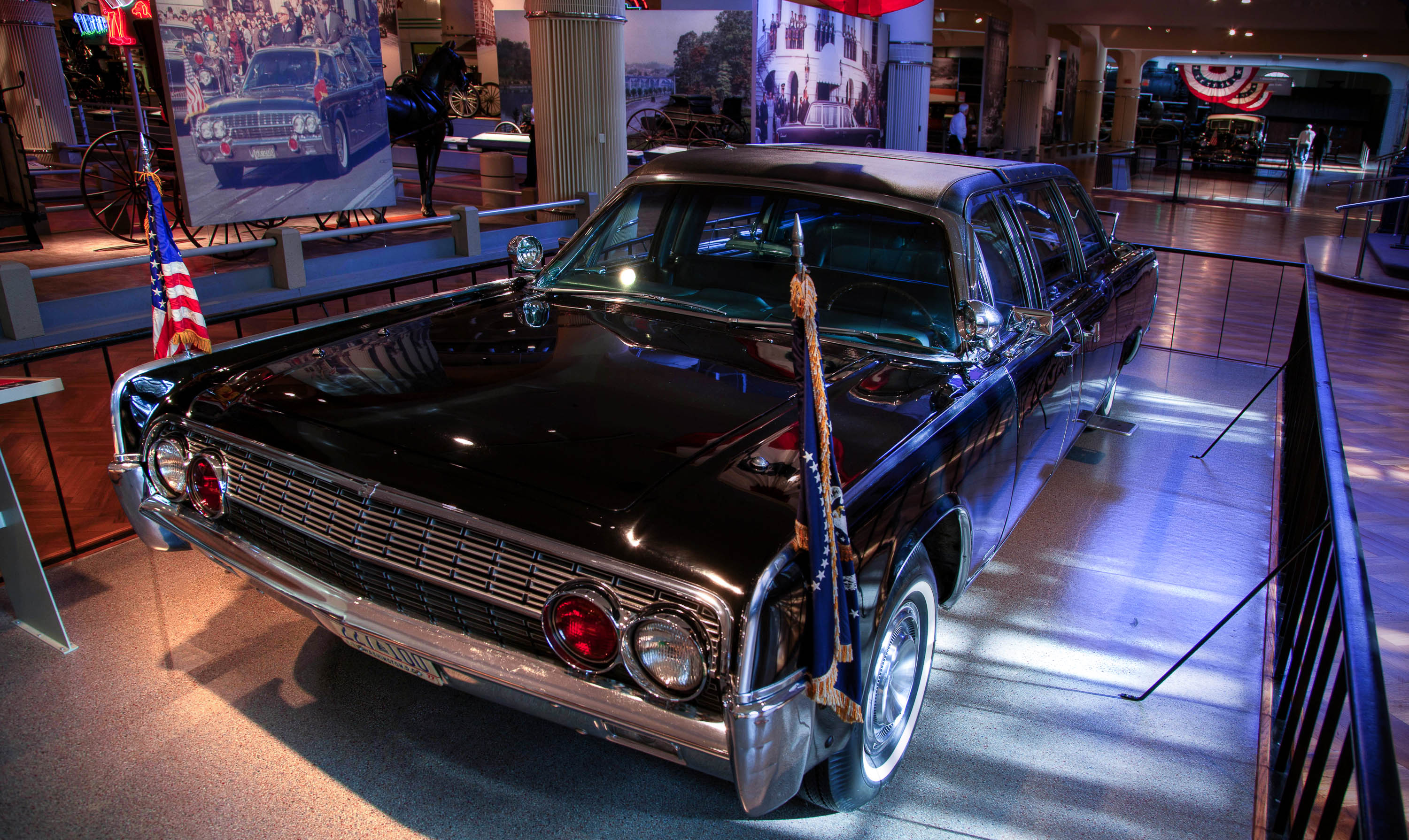
El SS-100-X usado por John F. Kennedy

### Exposición "hecho en América"

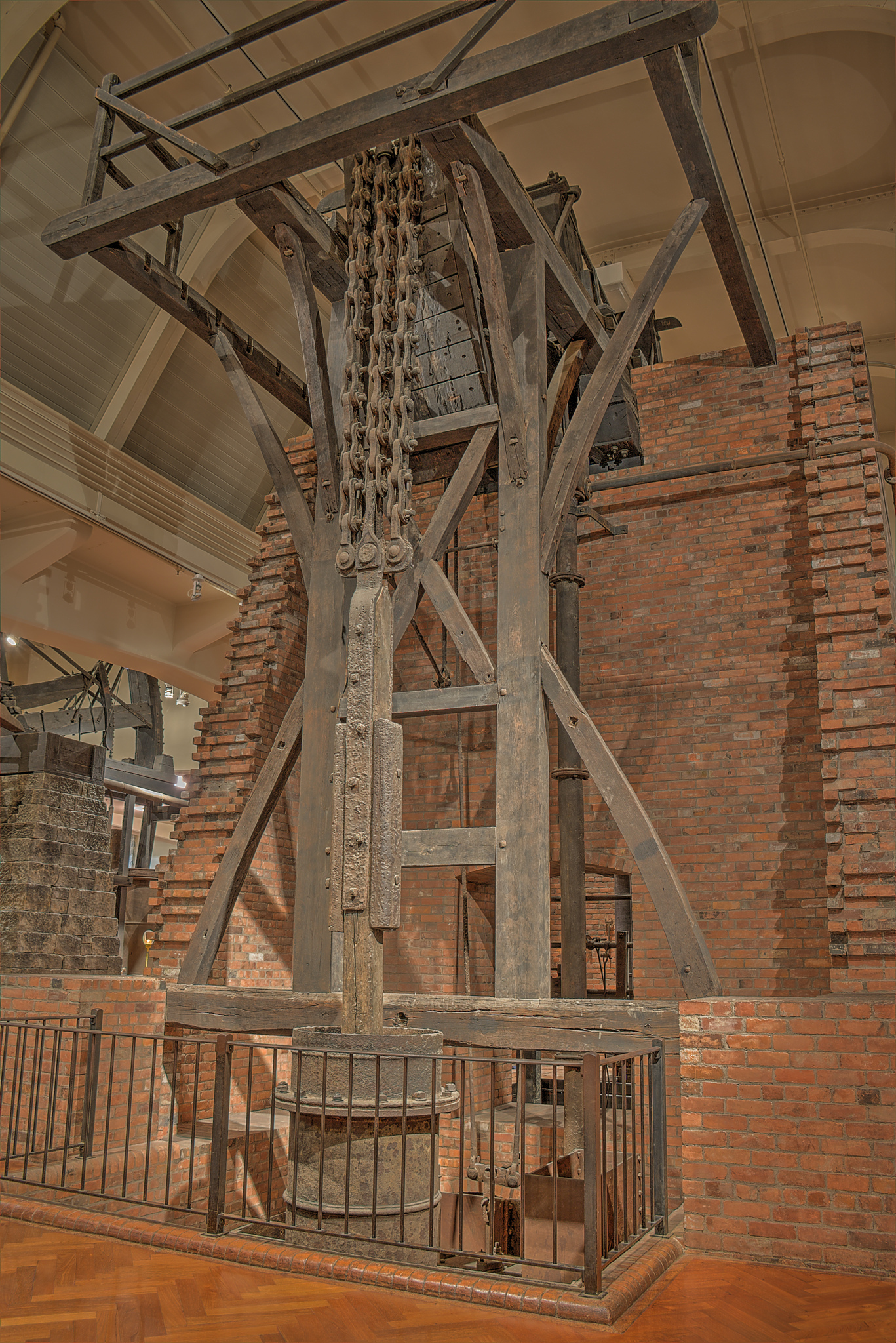
Bomba de Watt de un Canal (1796)
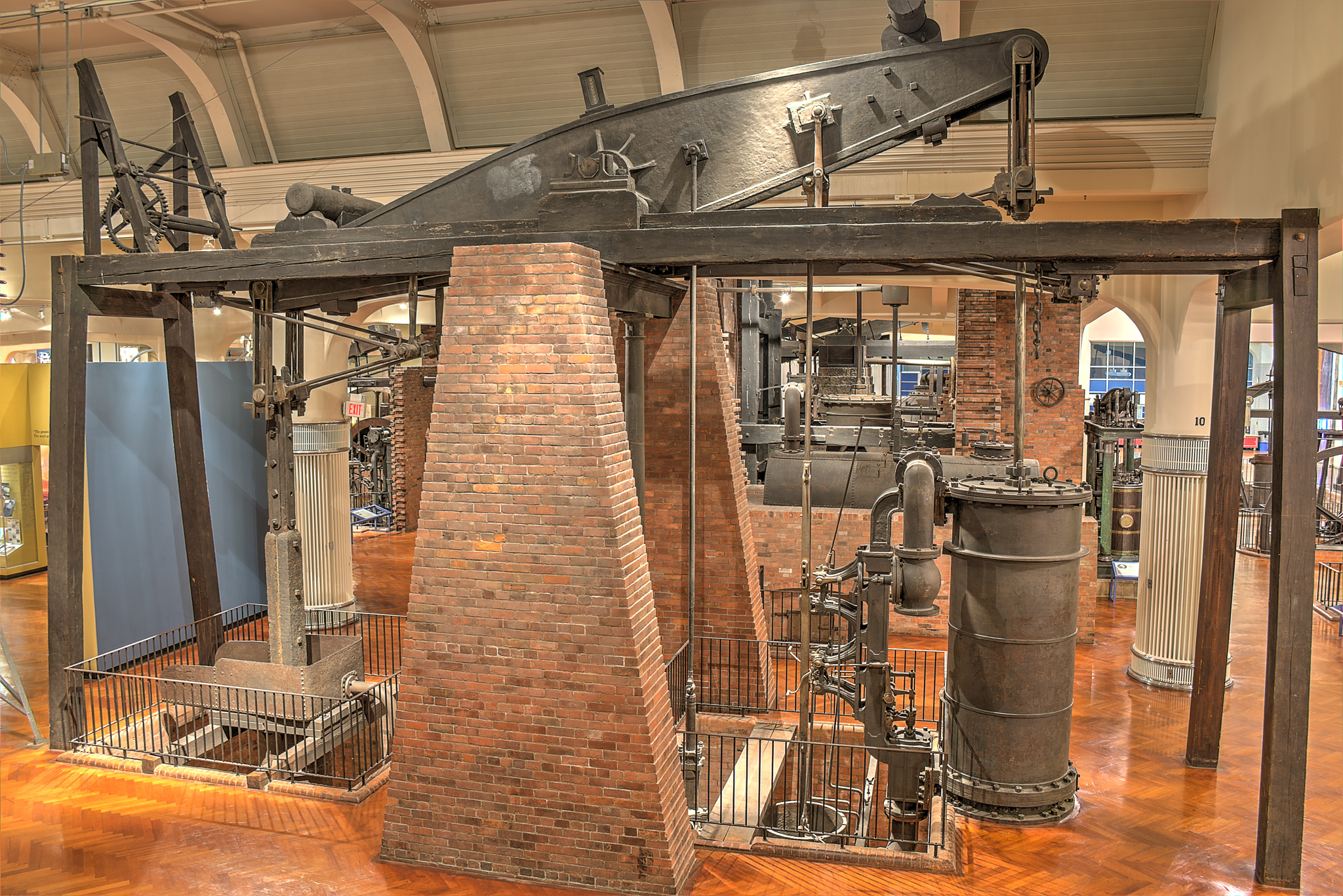
Motor Rotativo de Watt
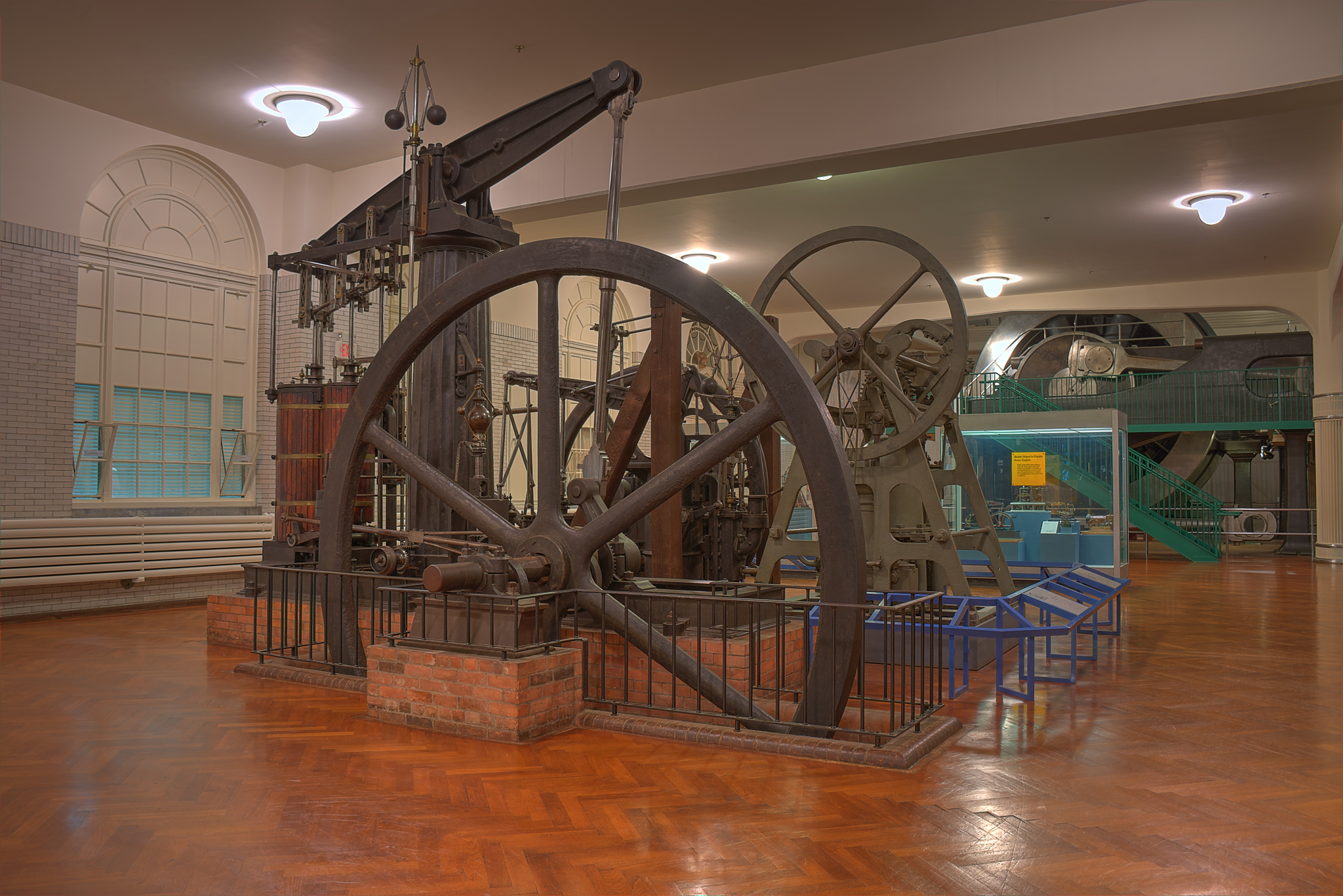
Motor Thomas Horn (1850)
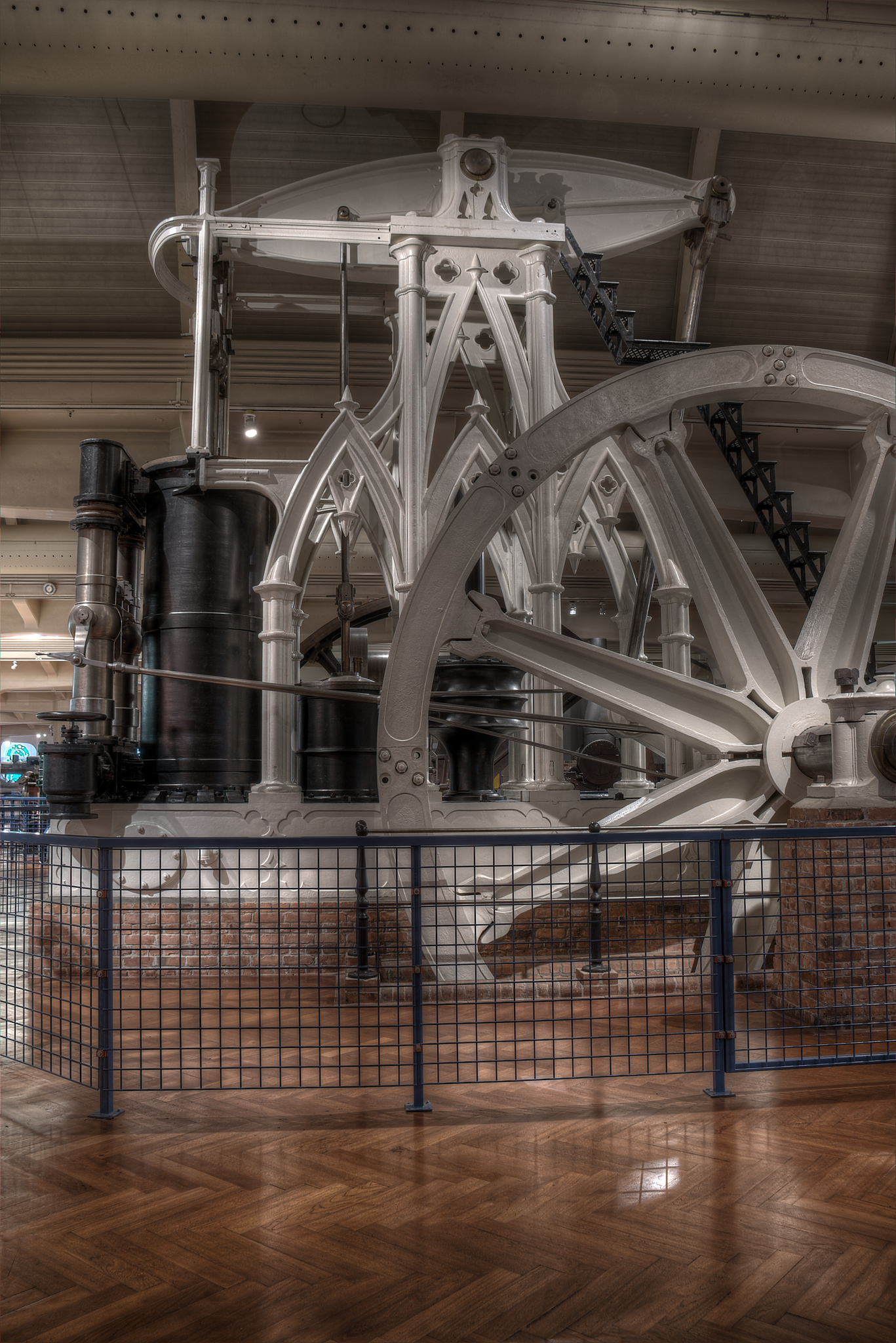
Máquina de vapor estacionaria (1850)
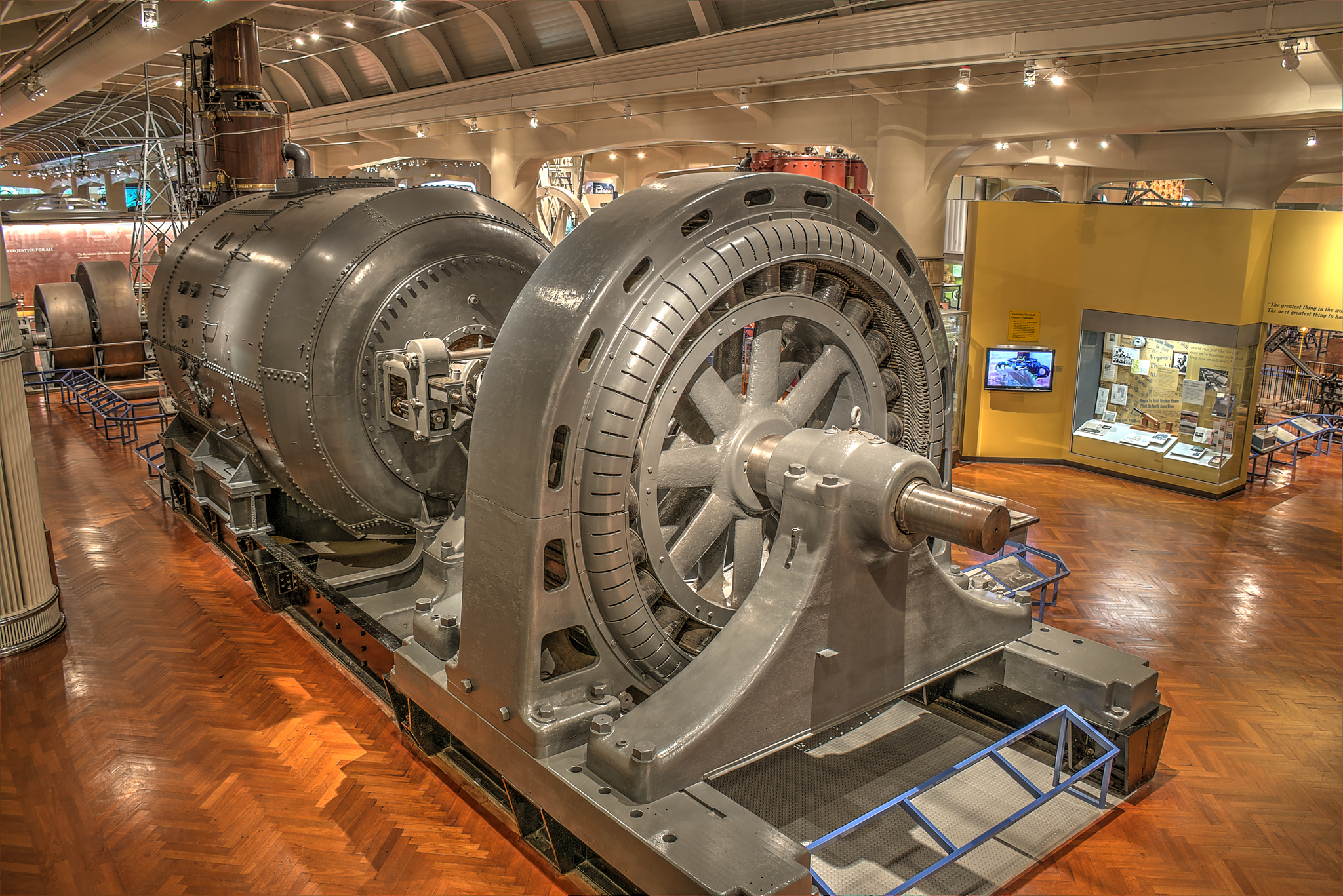
Motor, bomba y generador eléctrico Spokane WA (1903)
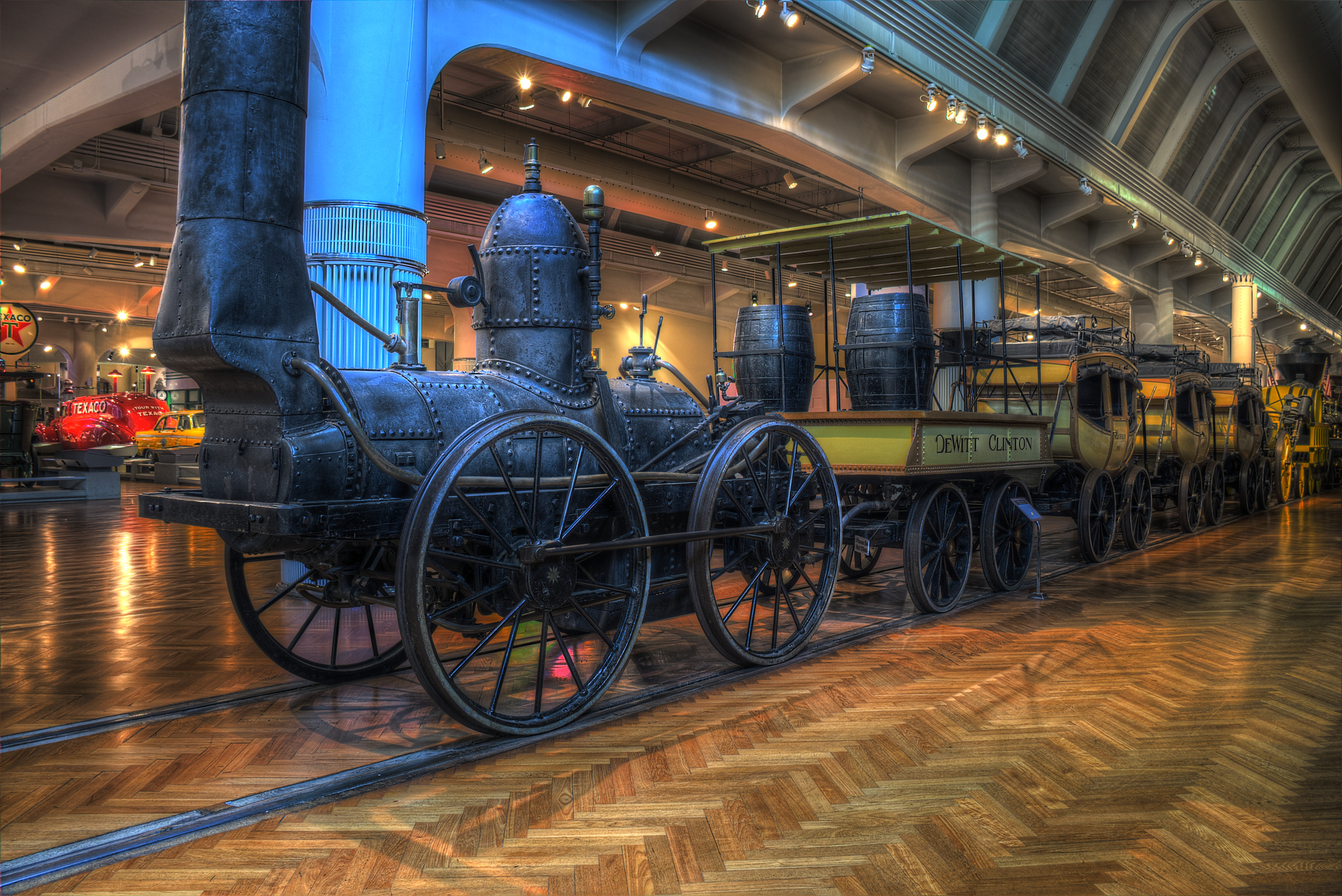
Réplica del tren DeWitt Clinton (1831)
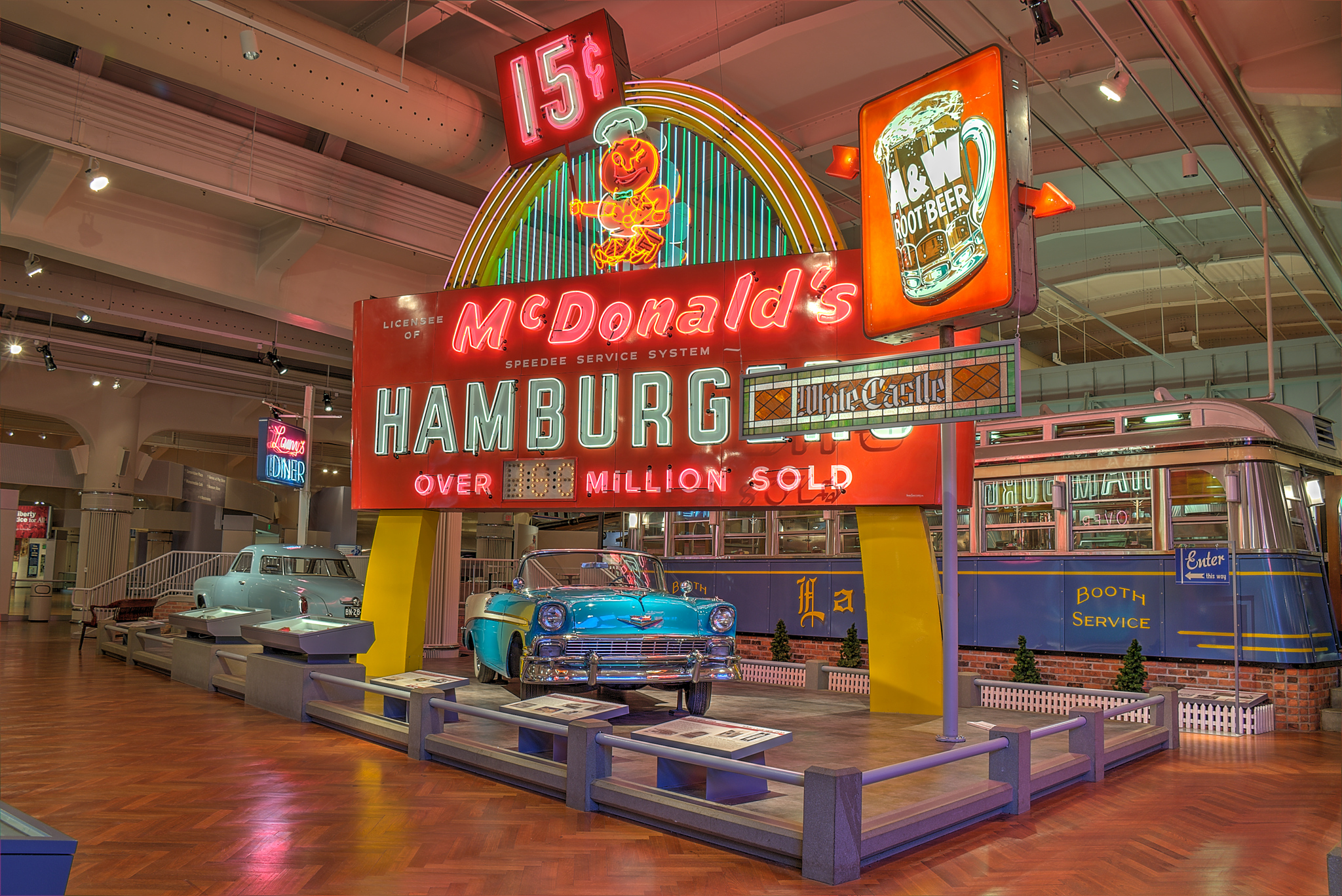
Símbolos de McDonald y de A&W
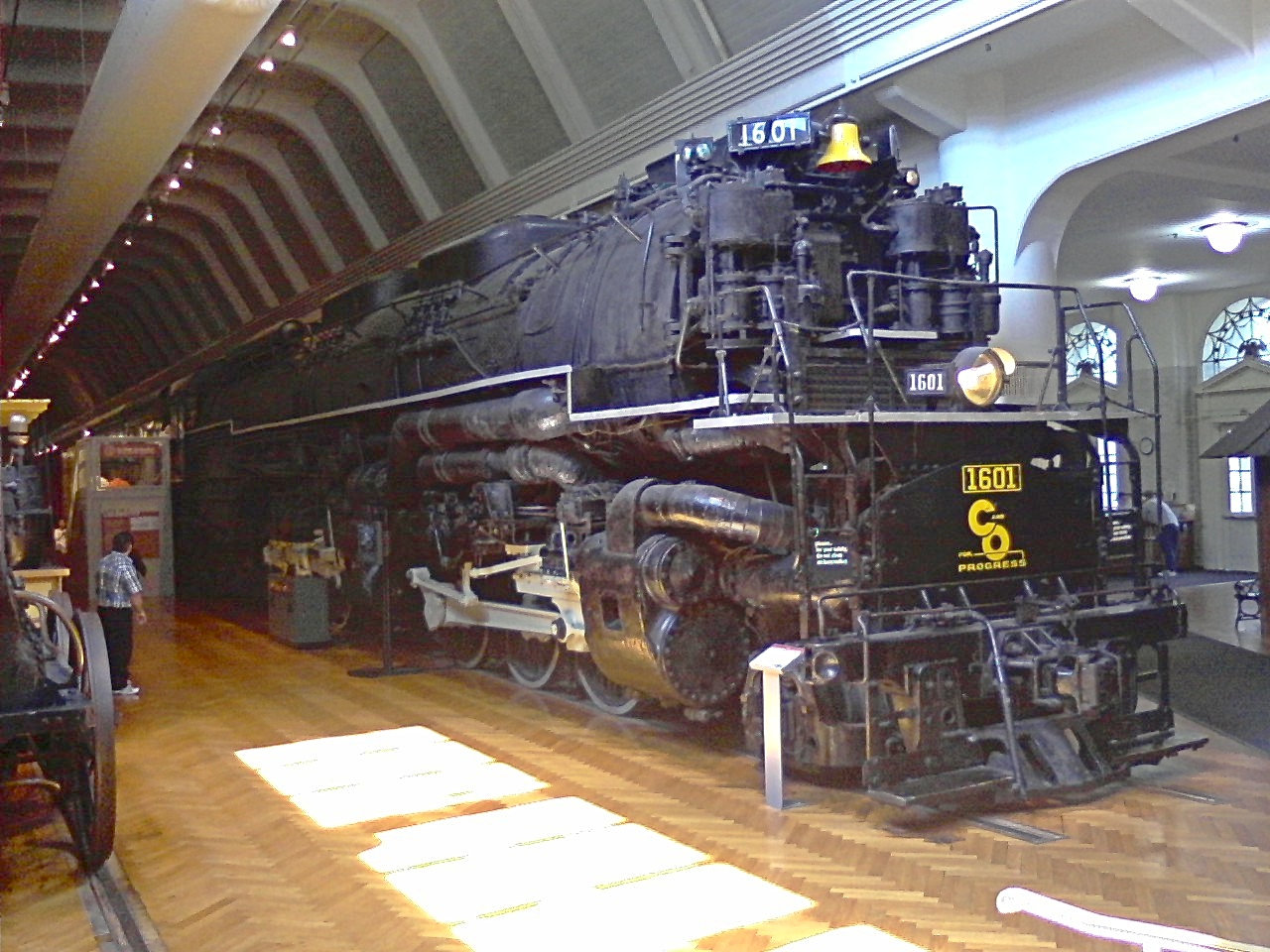
C&O 1601

## Greenfield Village

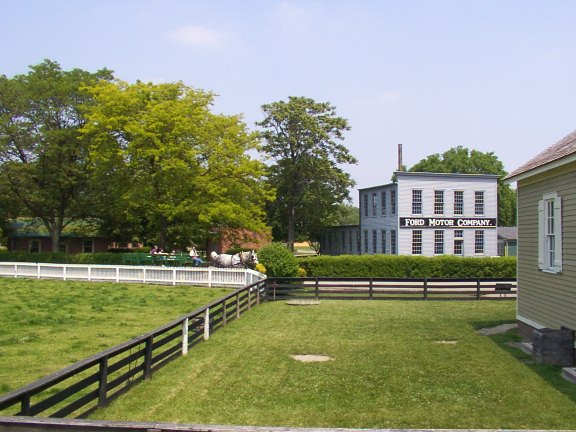
Vista de Greenfield Village

Greenfield Village, un museo exterior de historia viviente, es una sección del complejo museístico, fundada (junto con el Museo Henry Ford adyacente) en 1929 y abierta al público en junio de 1933. Fue el primer museo exterior de su tipo en el país, y sirvió como modelo para otros museos exteriores posteriores. Los visitantes que traspasan su puerta, pasan junto a la Fuente Conmemorativa Josephine Ford y al Centro Benson de Investigación de Ford. Casi cien edificios históricos fueron trasladados a la propiedad desde sus ubicaciones originales y dispuestos formando un pueblo. El museo pretende mostrar cómo vivían y trabajaban los americanos desde la fundación del país. El Pueblo incluye edificios del siglo XVII al presente, muchos de los cuales son atendidos por intérpretes vestidos de época que atienden a tareas como los cultivos, la costura y la cocina. Una colección de edificios de oficios como cerámica, vidrio soplado , y talleres de hojalatería realizan demostraciones mientras producen los materiales utilizados en el Pueblo y también para su venta. La Villa de Greenfield tiene una extensión de 970.000 m², de los que 360.000 m² forman parte de la exhibición, siendo el resto bosque, río y pastos para las ovejas y los caballos.
Las casas y edificios del pueblo incluyen:
- La casa de Noah Webster de Connecticut, que sirvió como dormitorio para el alumnado de Yale desde 1918 hasta 1936, cuando fue adquirido por Henry Ford y trasladado a Greenfield Village, donde se restauró.[27][28]
- La vivienda y tienda de bicicletas de los hermanos Wright, comprado y trasladado por Henry Ford en 1937 desde Dayton, Ohio.[27][29]
- Una réplica del laboratorio de Thomas Edison en Menlo Park (Nueva Jersey). Su reconstrucción comenzó en 1928. Los edificios son reproducciones exactas de los originales. Se amuebló con muebles originales o fielmente duplicados.[27][30][31]
- La casa donde nació Henry Ford, trasladada al Greenfield Village en 1944. Henry Ford la amuebló exactamente igual que como estaba durante la época de su madre.[27][32]
- El taller de Henry Ford, donde construyó el Ford Quadricycle.
- La granja familiar de Harvey Firestone de Columbiana, Ohio, donada al Pueblo por los dos hijos de Harvey en 1983 para perpetuar la memoria de su padre. Se invirtieron dos años en su proceso de desmontaje y reconstrucción y ha sido utilizado como granja de ovejas desde 1985.[27][32]
- El juzgado del Condado de Logan, Illinois, donde Abraham Lincoln ejerció como letrado.[33]
- Casa natal de William Holmes McGuffey.
- La oficina de Luther Burbank.[34]
- La tienda almacén de J.R. Jones, construida hacia 1857 en Waterford Village, Míchigan. Se trasladó a Greenfield en 1927, después de ser adquirido por Henry Ford a su entonces propietario August V. Jacober por 700 dólares y el compromiso de construir una tienda nueva en su mismo sitio. Fue la primera estructura en llegar a Greenfield Village. Fue abierta al público en la primavera de 1929.
- [35]
- Puente Cubierto de Ackley, un puente cubierto de madera, construido en 1832 sobre Enlow Fork a lo largo del límite del Condado de Greene - Washington en Pensilvania del Suroeste, llevado al pueblo en 1937.[36]
- Molino de viento de Cape Cod, también conocido como el molino Farris , es considerado uno de los más antiguos de Estados Unidos. Se construyó originalmente en 1633, emplazado en el lado del norte de Cape Cod. Fue trasladado varias veces, hasta que Henry Ford se lo compró a la Asociación de Comerciantes, siendo instalado en Greenfield Village en 1936.[27]
- En 1935, se añadió al parque un edificio considerado la casa de Stephen Foster. La estructura fue identificada por historiadores de entonces como auténtica, siendo desmontada pieza a pieza en Lawrenceville, Pensilvania (ahora Pittsburgh) y llevada al Greenfield Village, Míchigan. Sin embargo, la sobrina adoptiva de Foster insistió en que no era el lugar de nacimiento de Foster y en 1953 se le retiró su anterior denominación.[37][38]

La villa dispone de varios medios de transporte históricos que permiten recorrer el parque a los visitantes, entre los que figuran auténticos Ford Modelo T, un autobús Ford Modelo AA de 1931 (uno de los únicos 15 ejemplares que se conservan), omnibuses tirados por caballos , y trenes impulsados por locomotoras de vapor.

### Ferrocarril Weiser

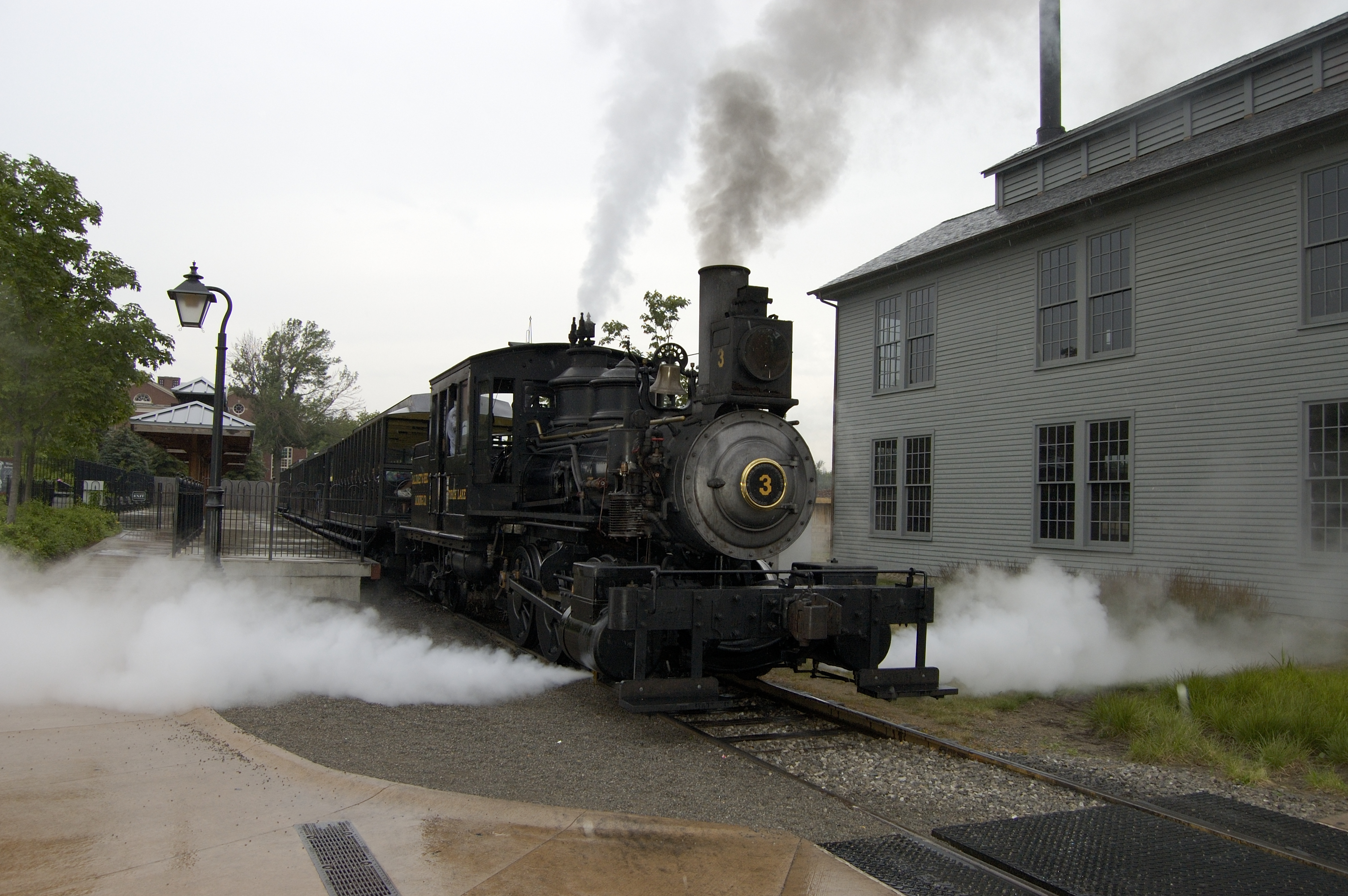
La locomotora de vapor Torch Lake en el Ferrocarril Weiser.

La línea férrea en la que las locomotoras de vapor recorren actualmente Greenfield Village, originalmente constaba de un tramo recto de vía sencilla junto al borde norte de la propiedad del museo, y estuvo presente ya desde la inauguración del centro. Actualmente denominado Ferrocarril Weiser, posteriormente se amplió formando un anillo alrededor de la propiedad del museo, completado por etapas entre 1971 y 1972. Su vía de ancho internacional (1,435 m) tiene una longitud de 3,2 km y recorre cuatro estaciones, que poseen un solo andén lateral, excepto la Estación de la Conexión con el ferrocarril exterior, que también incluye el Depósito de Smith Creek, originalmente construido para el Grand Trunk Railway en 1858. Además, la línea utiliza una moderna réplica de una rotonda almacén de locomotoras basada en la originalmente construida en 1884 perteneciente al Ferrocarril de Detroit, Toledo & Milwaukee (DT&M). En el año 2000, el nuevo depósito circular de locomotoras era una de las únicas siete instalaciones de este tipo operativas y abiertas al público en los Estados Unidos.
Algo inusual en un ferrocarril histórico construido expresamente para el turismo, sus vías tienen una conexión directa con la Red Nacional de Ferrocarriles de los Estados Unidos. Enlaza con una sección de la Línea de Míchigan, propiedad del MDOT, utilizada por el servicio Wolverine de la Amtrak, que hace el recorrido entre Chicago, Illinois y Pontiac, Míchigan. Antiguamente, la Amtrak poseía una parada en la Estación de Greenfield Village, situada cerca del Depósito de Smith Creek del ferrocarril Weiser, disponible para grupos con reserva de 20 o más visitantes. Se clausuŕo en diciembre de 2014, siendo sustituida por el nuevo Centro de Tránsito John D. Dingell, adyacente al complejo del museo Henry Ford, que permite el acceso al complejo museístico mediante un corto paseo.

#### Locomotoras de vapor
El Ferrocarril Weiser actualmente posee tres locomotoras de vapor históricas en funcionamiento. Sus detalles están listados en la tabla siguiente.
| Número | Nombre     | Disposición de ruedas | Año de construcción | Constructor                           | Notas                                                           |
| ------ | ---------- | --------------------- | ------------------- | ------------------------------------- | --------------------------------------------------------------- |
| 1      | Edison     | 4-4-0                 | 1870                | Talleres de Locomotoras de Mánchester | Originalmente un 0-4-0,reconstruido a un 4-4-0 por Ford en 1932 |
| 3      | Torch Lake | 0-6-4T                | 1873                | Talleres de Maquinaria Mason          |                                                                 |
| 7      | (-)        | 4-4-0                 | 1897                | Talleres de Locomotoras Baldwin       |                                                                 |

## Greenfield Village

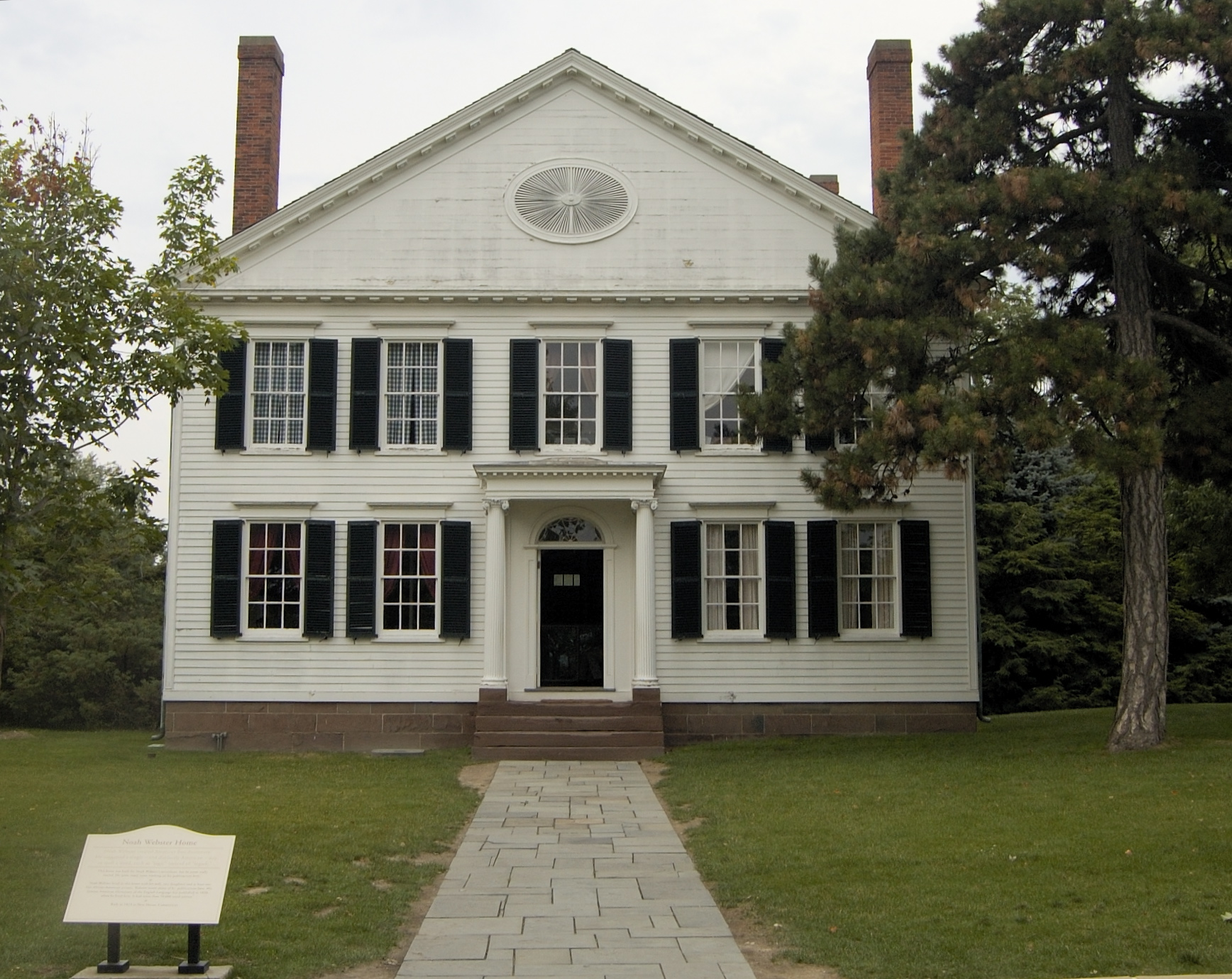
Casa de Noah Webster en New Port, Connecticut
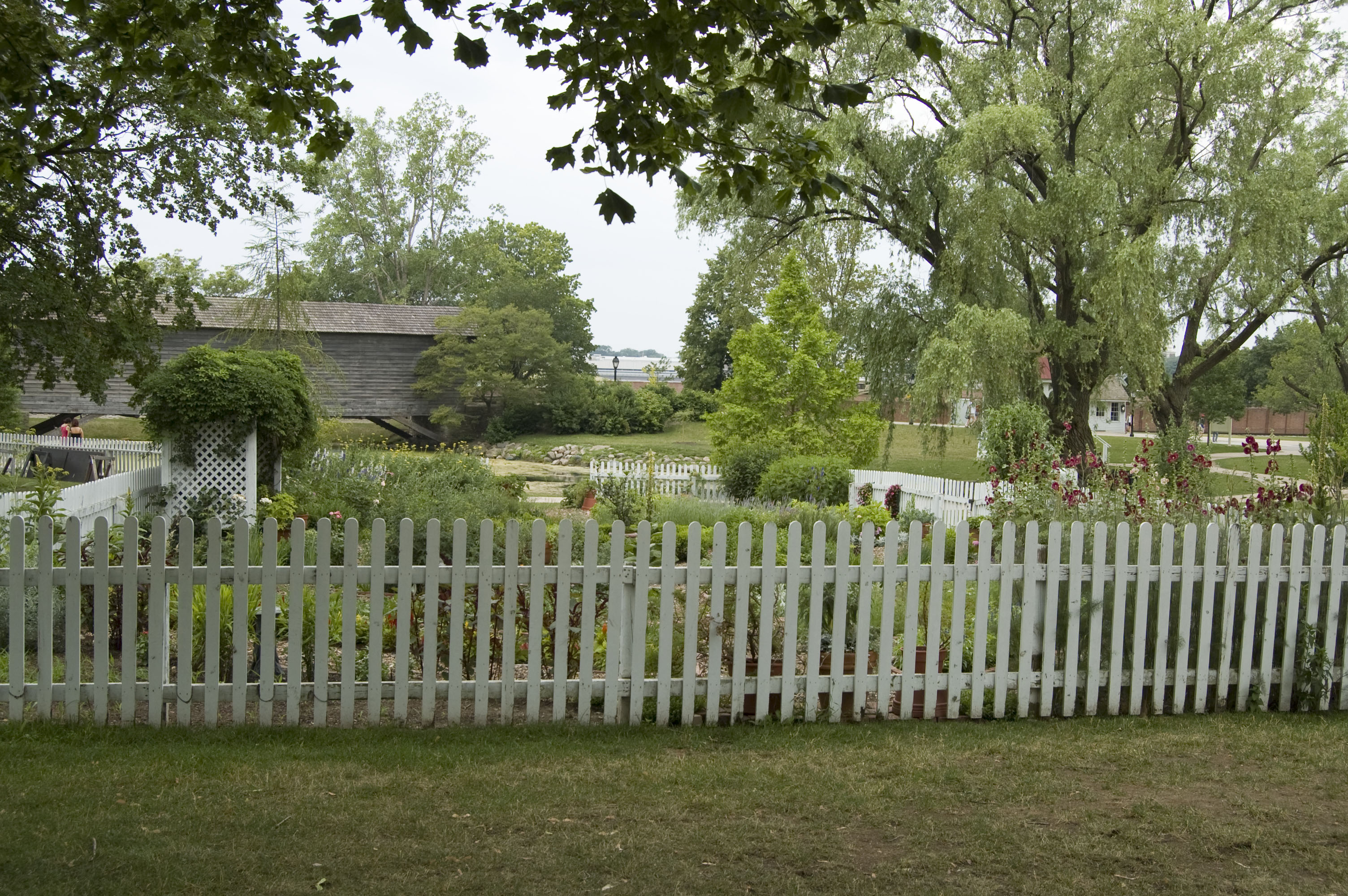
Puente Cubierto Ackley en un jardín
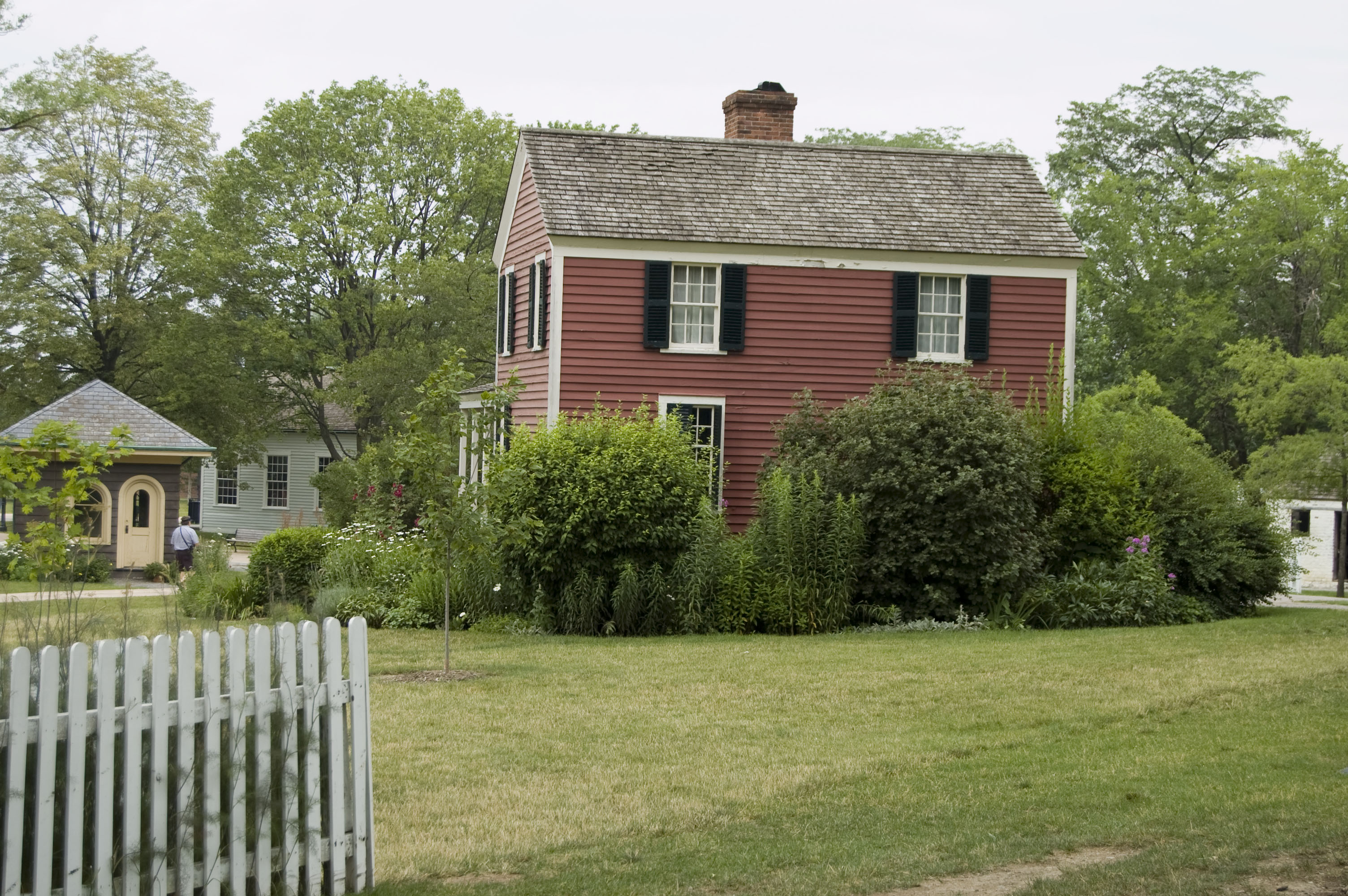
Casa de campo Burbank (izquierda) y Tienda del Invernadero
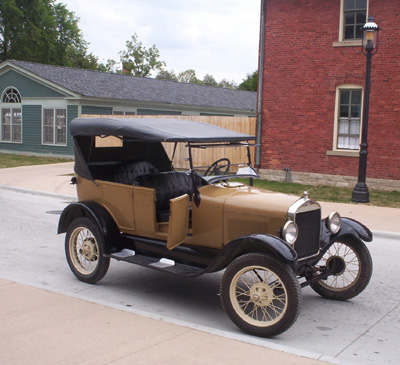
Un Ford Modelo T de los que recorren el museo
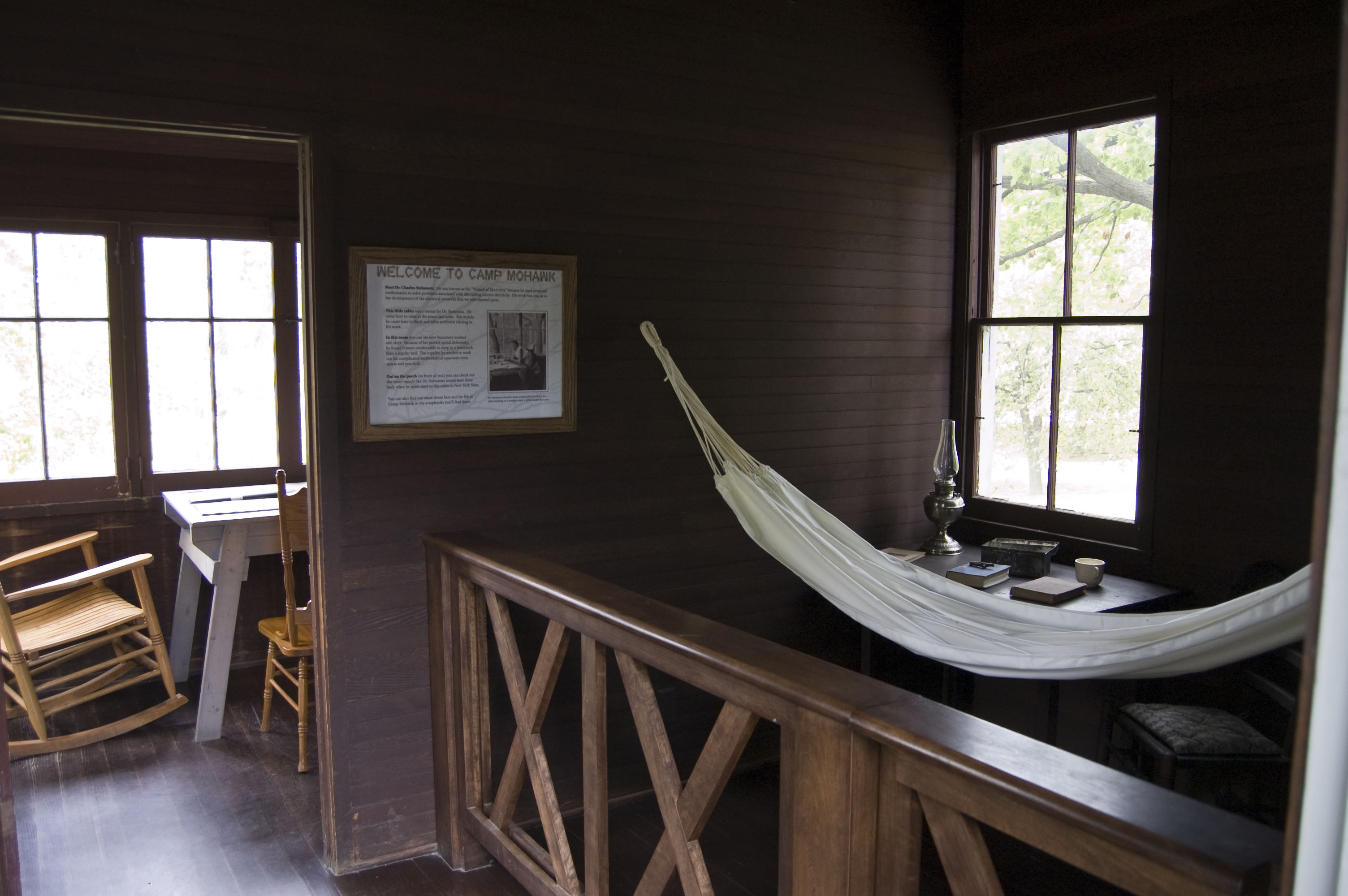
Charles Proteus Steinmetz poseyó este pequeño despacho junto al río Mohawk, cerca de Schenectady, Nueva York.

### Exposición sobre Thomas Edison

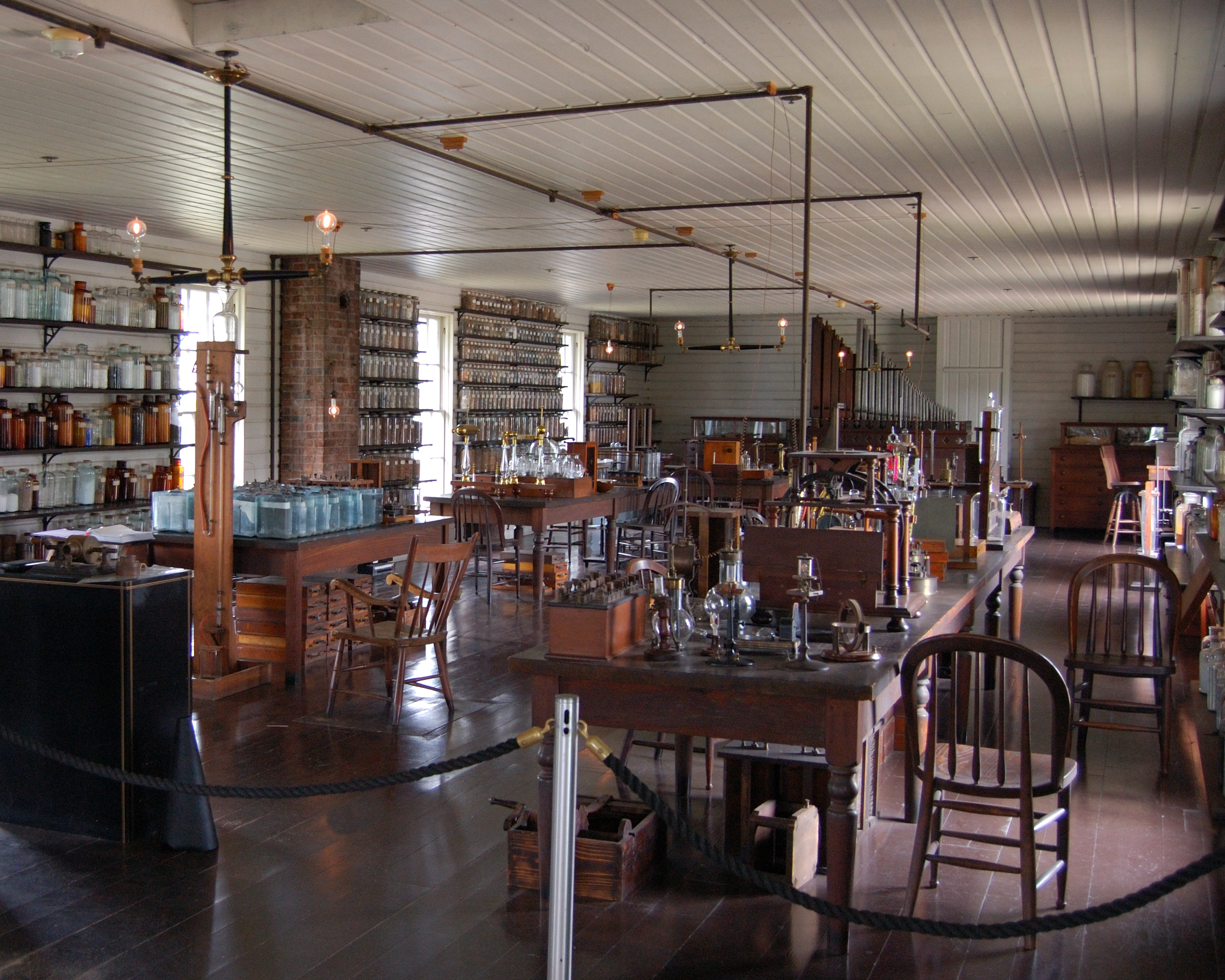
Nivel superior del Laboratorio de Menlo de Park de Thomas Edison
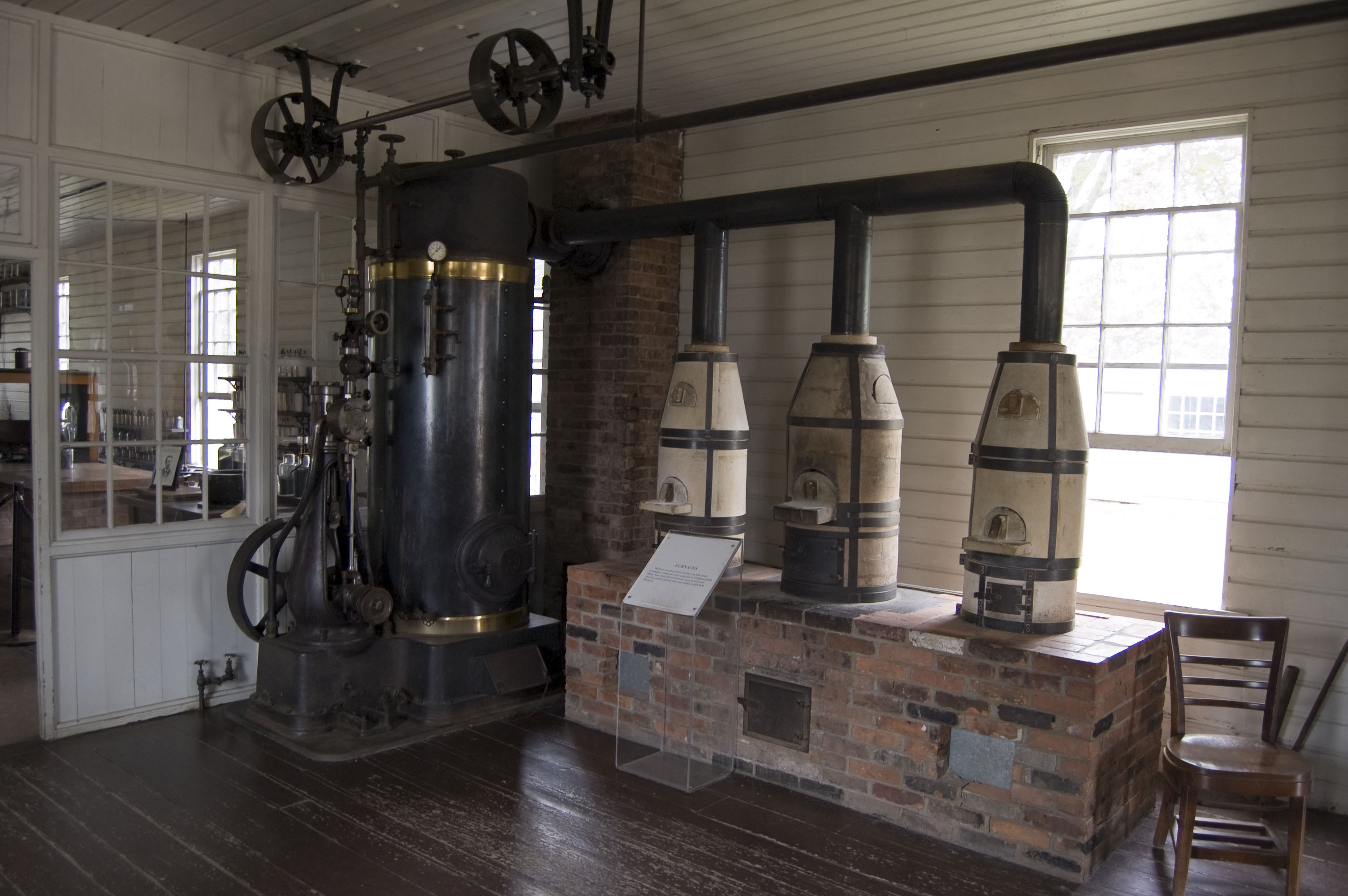
Tres crisoles en el Laboratorio de Menlo de Park de Thomas Edison. A la izquierda, una caldera y un motor de vapor pequeño.

### Exposición sobre los Hermanos Wright

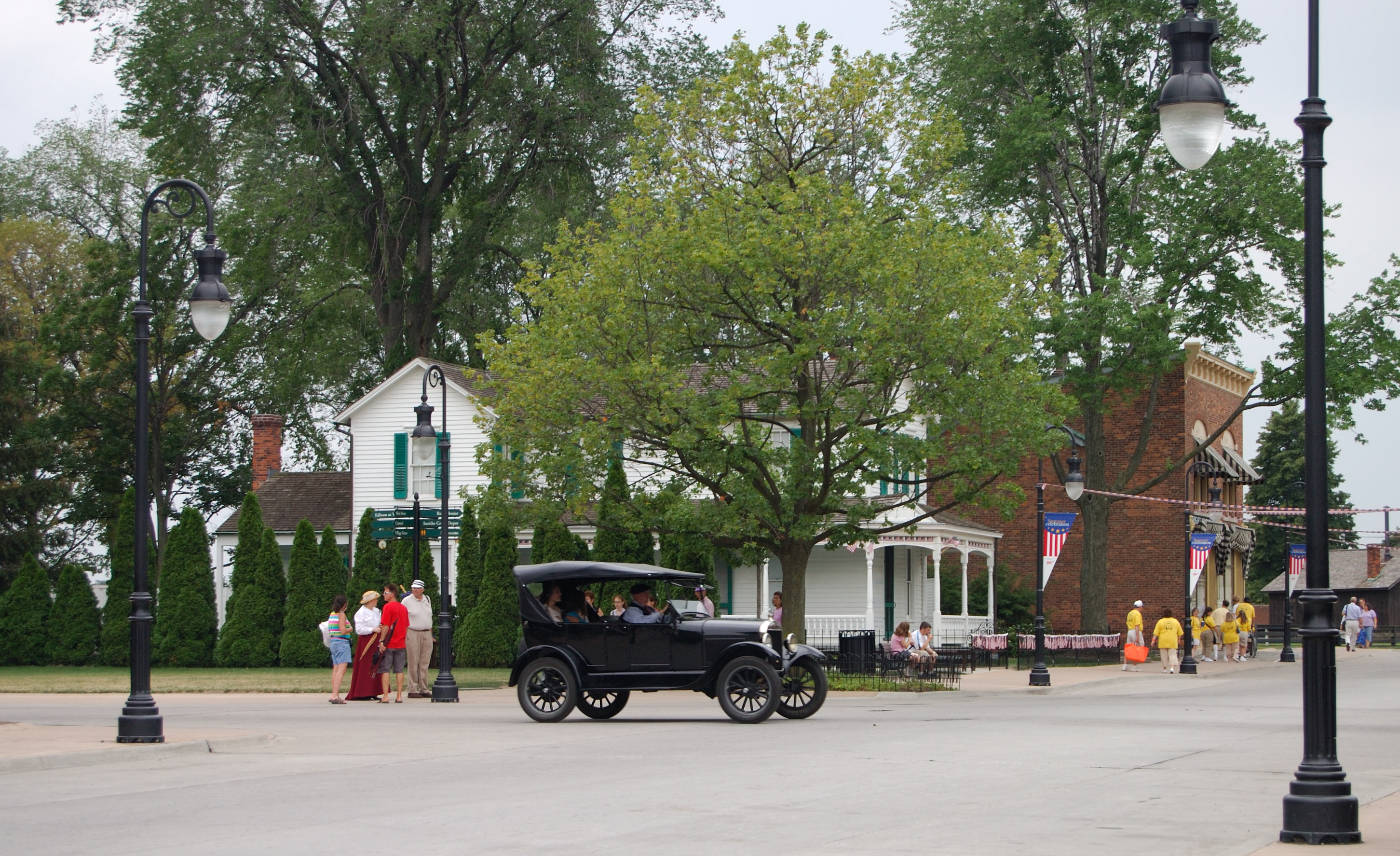
La casa y tienda de bicicletas de Wilbur y Orville Wright
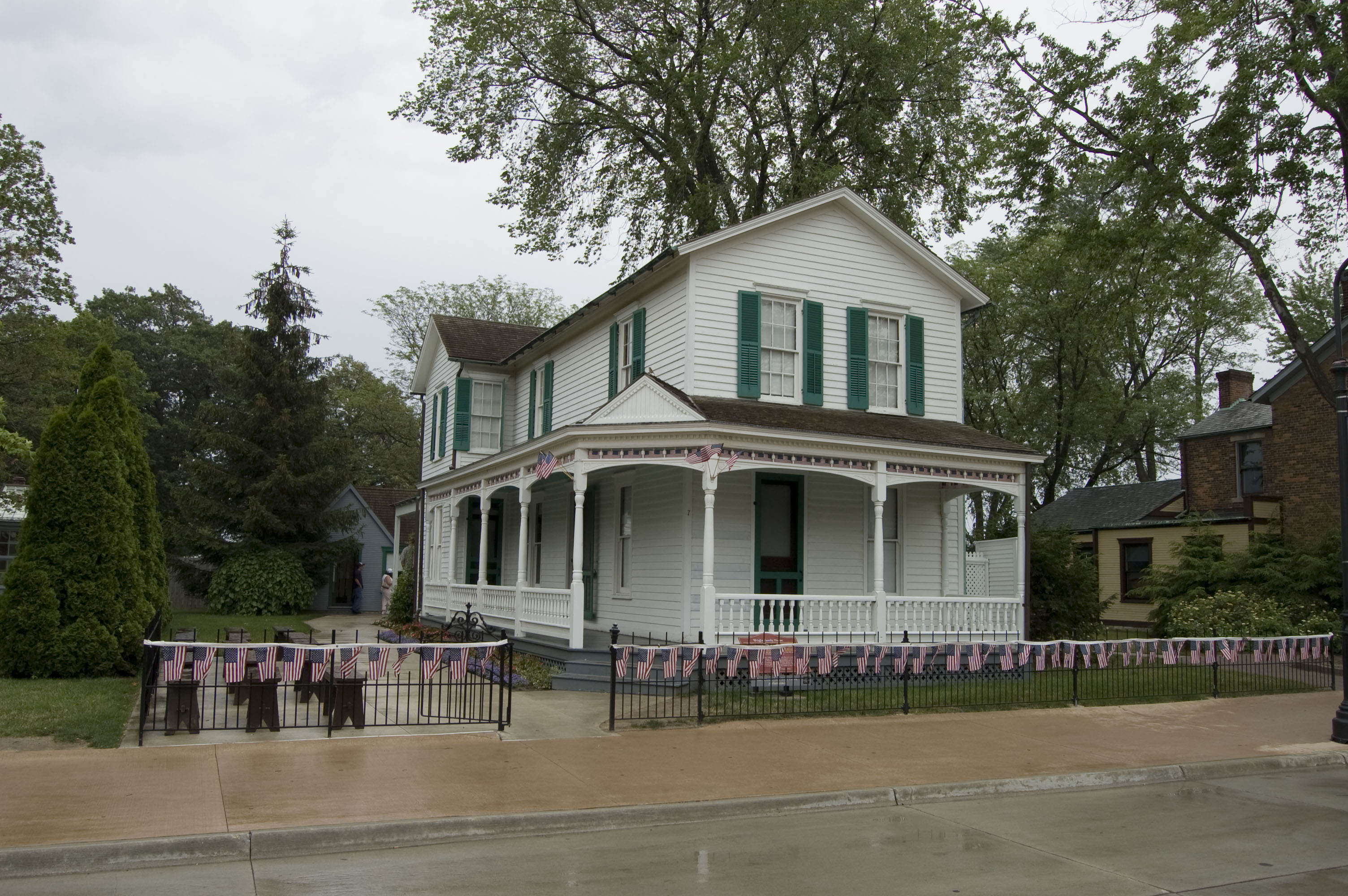
La casa de los Hermanos Wright reubicada en Dayton, Ohio
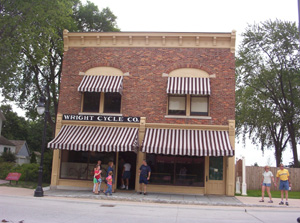
El edificio de Compañía de Bicicletas de los Wright

## Eventos señalados

### Conmemoración de la Guerra Civil
Cada año se honran los sacrificios y los logros de quienes lucharon con valentía en la guerra civil estadounidense. La conmemoración tiene lugar el fin de semana del Memorial Day (sábado-lunes) cada año, e incluye a centenares de participantes vestidos con uniformes de los estados Confederados y de la Unión y trajes de época, músicos y presentadores históricos. El acontecimiento reúne a más de 400 figurantes que pasan el fin de semana entero en Greenfield Village. Los actos brindan muchas oportunidades para aprender sobre la Guerra Civil: exposiciones, presentaciones, reconstrucciones de batallas, conciertos, representaciones teatrales breves, talleres de manualidades y charlas con historiadores.

### Motor Muster
El Motor Muster es uno de los dos espectáculos automovilísticos que tienen lugar anualmente en Greenfield. Tradicionalmente se celebra el fin de semana del Día del Padre. Se exhiben automóviles construidos entre 1932 y 1976, reuniéndose entre 600 y 800 coches. Las atracciones especiales incluyen concursos y pases de modelos, en los que expertos en la materia exponen los puntos destacados de los coches mostrados.

### Campamento de verano
Cada año el museo Henry Ford organiza un Campamento de verano. Tiene lugar en el Greenfield Village y en el Museo Henry Ford entre junio y agosto. Es para niños de los grados escolares segundo a noveno. Cada nivel de grado tiene un tema diferente y los niños que participan en el Campamento de verano tiene la oportunidad de contemplar el Museo Henry Ford de Innovación Americana y el Greenfield Village con perspectivas diferentes. Los niños participan en distintas actividades de aprendizajes, como piragüismo, soplado de vidrio y otras actividades dependientes de la edad.

### Torneo Mundial de Béisbol Histórico
El Torneo Mundial de Béisbol Histórico tiene lugar cada año en agosto. Los participantes consiguen dar un paso atrás en el tiempo hasta 1867, cuando los clubes de béisbol tradicionales de todo el país compiten con las antiguas reglas del juego en un torneo de dos días de base histórica. Los clubes participan en los dos días de competición. El acontecimiento está incluido en el pase que da derecho a visitar Greenfield.

### Saludo a América
Durante las cuatro noches alrededor del Día de la Independencia, la Orquesta de Sinfónica de Detroit actúa en un concierto patriótico en Nutt Grove, en Greenfield. La asistencia oscila entre las 5000 y las 9500 personas cada anochecer.

### Feria callejera del Ragtime
Este acontecimiento de fin de semana se presentó por primera vez en julio de 2007, pasando a celebrarse anualmente. La Feria ha presentado a docenas de intérpretes vivos, incluyendo el River Raisin Ragtime Revue, "Perfessor" Bill Edwards, Mike Montgomery, Nan Bostick, Taslimah Bey, John Remmers, y la Tartarsauce Traditional Jazz Band, que rinden homenaje a la época del Ragtime (entre 1900 y 1917). El acontecimiento también presenta películas mudas, audiciones fonográficas, bailarines de cake walk, duelos musicales de improvisación, y una revista musical en el Ayuntamiento del village basado en la campaña presidencial de Theodore Roosevelt de 1912. Los actos incluyen clases gratuitas del paso de ragtime denominado one-step.

### Festival de los Automóviles Antiguos
Este Festival tiene lugar cada año en septiembre, el primer fin de semana después del Día del Trabajo, y se celebta desde 1955. El festival toma las calles y los terrenos del Greenfield Village con la presencia, los sonidos, y los olores de centenares de vehículos auténticos datados entre 1890 y 1932. Este acontecimiento presenta entre 500 y 700 coches. Los acontecimientos especiales incluyen comcursos automovilísticos, pases de exhibición, el paseo de las luces de gas, y carreras automovilísticas en el campo de Nutt Grove. Los asistentes realizar una visita por su cuenta de la exposición y charlar con los dueños de los preciados vehículos. Pueden presenciar cómo un Modelo T es ensamblado en pocos minutos, asistir a presentaciones, y escuchar a los expertos participantes sobre los vehículos clásicos.

### Hallowe'en Greenfield Village
En Halloween el pueblo se decora con símbolos propios de estas fechas: un jinete sin cabeza, brujas y personajes disfrazados. Se organizan visitas y actividades para los asistentes los anocheceres de los viernes, sábados y domingos de octubre.

### Noches de vacaciones
La época de Navidad tradicionalmente ha sido muy popular en Greenfield Village. Muchas decoraciones adornan los edificios y gran parte del Pueblo permanece abierto para que los visitantes paseen libremente por él. Incluso hay disponible una pista de patinaje sobre hielo, donde se pueden utilizar patines propios o alquilados. Los visitantes pueden presenciar espectáculos de entretenimiento en directo, o pasear en coches de caballos o en automóviles Ford Modelo T.

## Visita a la fábrica de Rouge River
La Visita a la Fábrica de Rouge River de Ford es un viaje a los escenarios donde se desarrollaron los métodos industriales modernos de fabricación de automóviles. Un traslado en autobús desde el Museo Henry Ford, lleva a los visitantes a la Planta de Rouge River y a la Planta de Camiones de Dearborn, un complejo industrial donde Ford inició la construcción del Modelo A, y que llegó a emplear a 100.000 personas.
En 2003, la Fábrica de Rouge de Ford, la instalación donde se fabricaba la camioneta de la Serie Ford F-100, se reabrió una vez renovada. Se adoptó una arquitectura sostenible (calificado como Edificio Gold LEED), diseñada por el notorio arquitecto ecológico William McDonough, y se abrió un moderno centro de visitantes completamente nuevo, en el que se destacan los aspectos sostenibles de la fábrica y educadores expertos en el legado histórico de la fabricación explican lo que sucede dentro de la planta industrial. El centro de visitantes, diseñados por Bob Rogers y el equipo de diseño BRC Imagination Arts, ofrece dos multisalas de proyecciones, numeras exhibiciones interactivas y la cubierta vegetal más grande del mundo sobre la fábrica. Los visitantes pueden recorrer la planta de ensamblaje funcionando.

## Lecturas relacionadas
- Henry's Attic: Some Fascinating Gifts to Henry Ford and His Museum. Wayne State University Press. 1996. ISBN 978-0814326428.
- Cantor, George (2005). Detroit: An Insiders Guide to Michigan. University of Michigan Press. ISBN 0-472-03092-2.
- Fisher, Dale (2003). Building Michigan: A Tribute to Michigan's Construction Industry. Grass Lake, MI: Eyry of the Eagle Publishing. ISBN 1-891143-24-7.
- AIA Detroit: The American Institute of Architects Guide to Detroit Architecture. Wayne State University Press. 2002. ISBN 0-8143-3120-3.
- Meyer, Katherine Mattingly and Martin C.P. McElroy with Introduction by W. Hawkins Ferry, Hon A.I.A. (1980). Detroit Architecture A.I.A. Guide Revised Edition. Wayne State University Press. ISBN 0-8143-1651-4.
- Swigger, Jessica (2008), "History is Bunk": Historical Memories at Henry Ford's Greenfield Village (1st edición), ProQuest, ISBN 9780549656166.